# Liste von Hörfunksendern in den Vereinigten Staaten
Die Hörfunkszene in den USA ist divers. Kleine und kleinste lokale Stationen mit wenigen Watt ERP existieren neben Stationen, die mehrere Bundesstaaten versorgen. Auch die Programme und Besitzer sind sehr unterschiedlich. Neben kommerziellen Stationen senden quasi staatliche Stationen in Reservaten der Native Americans, religiöse Stationen verbreiten Programme und das National Public Radio hat Partnerstationen über das gesamte Land.

## Sendefrequenzen und Sendemodi
Die Radioszene der USA ist gekennzeichnet durch eine große Diversität an sehr unterschiedlichen Sendern: Sendeleistungen variieren genauso stark wie die Programminhalte.
In Europa werden die meisten Sendeeinrichtungen von spezialisierten Firmen und Telekommunikationsunternehmen betrieben; die US-Sender betreiben jedoch meist ihre Sendeanlagen selbst und sind für die Ausstrahlung verantwortlich. Die bundesstaatliche Behörde FCC lizenziert die Sender und regelt die Bedingungen der Ausstrahlungen. Während in Europa der Mittelwellenrundfunk seit dem Ende des Kalten Krieges konstant abgenommen hat, gehört er in den USA weiterhin fest zur Radiolandschaft. Besonders leistungsstarke und damit weit hörbare Stationen auf UKW und Mittelwelle werden „powerhouse stations“ genannt.

### UKW
Vor allem in Städten sind seit den 1970er Jahren viele UKW-Stationen entstanden. Einige Sender strahlen sowohl auf Mittelwelle wie auch auf UKW ihre Programme aus und werden dafür jeweils mit eigenem Rufzeichen lizenziert.
Eine Reihe von sogenannten FMLP-Stationen (Frequency Modulation – Low Power) senden mit Leistungen unter 5 Watt für ein sehr lokales Umfeld von meist nicht mehr als 10 Meilen. Viele christliche Programmanbieter nutzen diese Lizenzen.

### Mittelwelle
Die Mittelwellenausstrahlung ermöglicht die Versorgung großer Flächenstaaten mit nur einem Sender. Die Mittelwellensender passen ihre Ausgangsleistung stark den Ausbreitungsbedingungen an. Entsprechend geregelt und koordiniert wird der Wellenplan durch die FCC. Nachts reduzieren die Sender in der Regel ihre Leistung stark, um Interfrequenzen auf dem stark belegten Frequenzband zu vermeiden. Meist wird mit hoher Leistung tagsüber und stark verringerter Leistung nachts gesendet. Dazwischen wird die Tagesleistung in den „kritischen Stunden“, den ersten zwei Stunden nach Sonnenaufgang und den zwei Stunden vor Sonnenuntergang ebenfalls mit reduzierter Tagesleistung gesendet (geregelt in Section 73.187 der Federal Communications Commission’s Rules).
Es gibt immer wieder Versuche, Stereosignale über Mittelwelle auszustrahlen. Bereits 1975 startete die FCC einen Fünf-Jahre-Test und betrieb mehrere AM-Stereo-Systeme parallel. Nach einem Wettbewerb der Systeme, juristischen Auseinandersetzungen und der verstärkten Nutzung des UKW-Bandes geriet AM-Stereo zunächst in Vergessenheit. 1993 erklärte die FCC Motorolas C-QUAM-System zum Standard.

#### Local channels
Die FCC vergibt für lokale Mittelwellen-Stationen mit Sendern bis zu 1 kW vorrangig die Frequenzen 1230, 1240, 1340, 1400, 1450 und 1490 kHz. Neben der Leistungsbeschränkung dürfen auch nur non-directionale Antennen auf diesen Local channels eingesetzt werden.

#### Regional channels
Stationen mit Sendeleistungen von bis zu 20 kW und directionalen Antennen werden den regionalen Stationen zugeordnet, die spezifische geographische Regionen versorgen. Diese Stationen nutzen meist verschiedene Abstrahlcharakteristica und senden mit variablen Leistungen.

#### Clear channel stations
Die clear Channel Stations sind die leistungsstarken US-Stationen mit Strahlleistungen von 50 kW und teilweise mehr. Dabei kommen meist unidirektionale Antennen zum Einsatz. In den Frühzeiten des US-Radios waren diese Stationen zwischen Sonnenaufgang und Sonnenuntergang mit großen Reichweiten zu hören und hatten ihre Frequenz exklusiv. In den frühen 1980ern wurden eine Reihe von weiteren Stationen auf Clear-Channel-Frequenzen lizenziert. Das führte zu strengen Leistungsbeschränkungen und zum Einsatz von direktionalen Antennen.

### HD-Radio
Die IBOC-Technik ist ein proprietäres, digitales Radiosystem, das ergänzend zu DAB entwickelt wurde und flächendeckend bisher nur in den USA verwendet wird. Der IBOC-Algorithmus wird meist als HD-Radio bezeichnet. Im Gegensatz zu DAB funktioniert HD-Radio nicht nur rein digital, sondern wird als Hybridsystem gleichzeitig mit dem analogen Mittelwellen- und UKW-Signal ausgestrahlt. Dadurch steigt allerdings der Frequenzbedarf und es kann zu Störungen von Nachbarkanälen kommen. Bei dem in den USA üblichen Kanalraster von 200 kHz auf UKW (in Europa sind es 100 kHz) sind diese Fälle jedoch selten.

## Bundesstaaten

### Alabama
| Rufzeichen | Standort       | Frequenz    | Sendemodi | Weiterer Name / Beschreibung                                                          | Programm        | Eigentümer                             | Koordinaten                  |
| ---------- | -------------- | ----------- | --------- | ------------------------------------------------------------------------------------- | --------------- | -------------------------------------- | ---------------------------- |
| WBHM       | Birmingham     |             |           |                                                                                       |                 | University of Alabama                  |                              |
| WBNM-AM    | Alexander City | MW 1050 kHz | 1 kW      | „True Oldies Channel“ sendet seit 1947                                                | Oldies          | William & Margaret Neeck               | 32° 57′ 03″ N, 85° 59′ 07″ W |
| WMGY       | Montgomery     | MW 800 kHz  | 1 kW      | Sendet seit 1946                                                                      | Southern Gospel | George H. Buck, Jr. (WMGY Radio, Inc.) | 32° 24′ 48″ N, 86° 17′ 25″ W |
| WVNN       | Athens         | MW 770 kHz  | 7 kW var  | NewsTalk 770 AM/92.5 FM WVNN Sean Hannity zweite Station in seiner Moderator-Karriere | News / Talk     | Cumulus Media                          | 34° 45′ 02″ N, 86° 47′ 58″ W |

### Alaska

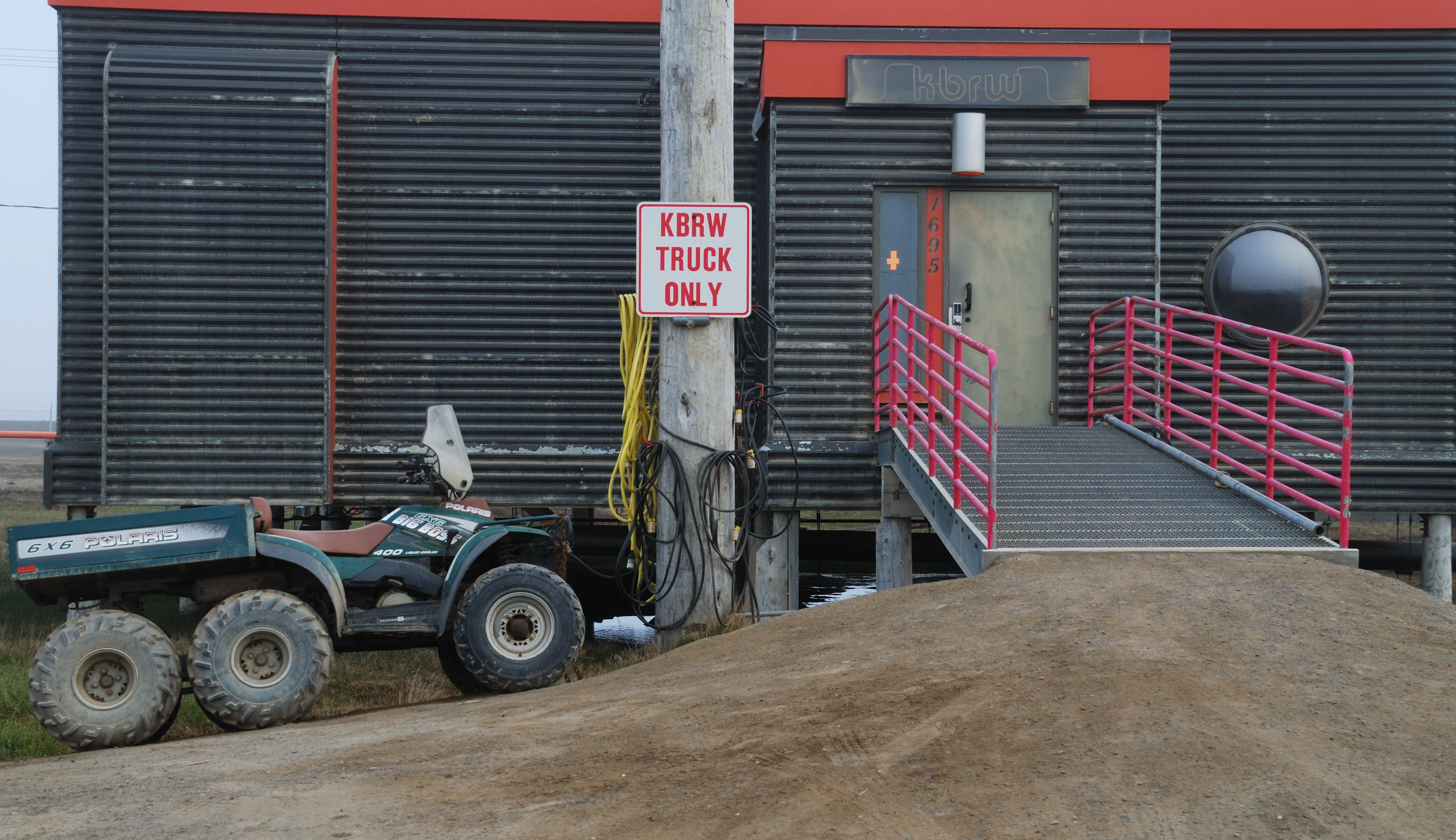
KBRW-AM Sendestudio in Barrow

| Rufzeichen | Standort              | Weiterer Name / Beschreibung  | Programm      | Frequenz                          | Eigentümer                        | Koordinaten                   |
| ---------- | --------------------- | ----------------------------- | ------------- | --------------------------------- | --------------------------------- | ----------------------------- |
| KAKN       | Naknek                | Bay Radio                     | Missionierung | UKW 100,9 MHz (3 kW)              | Bay Broadcasting Company          | 58° 44' 37" N, 156° 58' 40" W |
| KBRW-FM    | Barrow                | Public Broadcasting           |               | UKW 91,9 MHz (0,89 kW)            | Silakkuagvik Communications, Inc. | 71° 15′ 24″ N, 156° 31′ 32″ W |
| KUCB-FM    | Unalaska              | „Your voice in the Aleutians“ | divers        | UKW 89,7 MHz (HD-Radio) (0,66 kW) | Unalaska Community Broadcasting   |                               |
| KBRW-AM    | Barrow                | Public Broadcasting           |               | MW 680 kHz (10 kW)                | Silakkuagvik Communications, Inc. | 71° 15' 23" N, 156° 31' 44" W |
| KBYR       | Anchorage             | Smart Radio                   | Country       | MW 700 kHz (10 kW)                |                                   | 61° 12' 23" N, 149° 55' 28" W |
| KCBF       | Fairbanks             |                               | Sport         | MW 820 kHz (10 kW)                | Last Frontier Mediactive          | 64° 52′ 44″ N, 147° 40′ 06″ W |
| KFQD       | Anchorage-Eagle River | Newsday                       |               | MW 750 kHz (50 kW Clear Channel)  | Alpha Media                       | 61° 20' 16" N, 150° 02' 11" W |

### Arizona
| Rufzeichen | Standort                                   | Weiterer Name / Beschreibung                                                                                          | Programm     | Frequenz                             | Eigentümer         | Koordinaten                   |
| ---------- | ------------------------------------------ | --- | ------------ | ------------------------------------ | ------------------ | ----------------------------- |
| KAFF-AM    | Flagstaff                                  | „Country Class“ | Countrymusik | MW 930 kHz (5 kW)                    | Guyann Cooperation | 35° 11' 26" N, 111° 40' 40" W |
| KAFF-FM    | Flagstaff                                  | 93 (Kaff) Country | Countrymusik | UKW 92,9 MHz                         | Guyann Corporation | 34° 58′ 07″ N, 111° 30′ 24″ W |

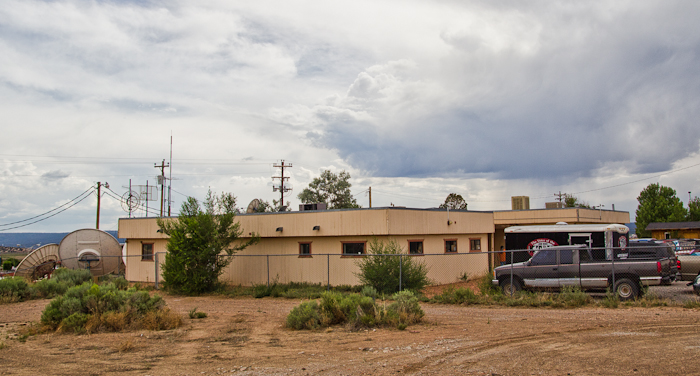
KTNN-Studio in Window-Rock

| KTNN-AM    | Window-Rock (Sendestandort ist New Mexico) | 'The Voice of the Navajo Nation' navajosprachiger Sender am Sitz der Regierung der Navajo Nation 'powerhouse'-Station |              | MW 660 kHz (50 kW ERP Clear Channel) | Navajo Nation      | 35° 54′ 37″ N, 108° 46′ 27″ W |
| KTNN-FM    | Window-Rock                                | Navajosprachiger Radiosender in Window Rock, Arizona, dem Sitz der Regierung der Navajo Nation in 2790 Meter.         |              | UKW 101,5 MHz                        | Navajo Nation      | 35° 54′ 37″ N, 108° 46′ 27″ W |

### Arkansas
| Rufzeichen | Standort      | Weiterer Name / Beschreibung                         | Programm  | Frequenz              | Eigentümer                                   | Koordinaten                  |
| ---------- | ------------- | ---------------------------------------------------- | --------- | --------------------- | -------------------------------------------- | ---------------------------- |
| KBTM       | Jonesboro     | „News Talk 1230“                                     | Talk      | MW 1230 kHz (1 kW)    | East Arkansas Broadcasters of Jonesboro, LLC | 35° 50' 29" N, 90° 39' 45" W |
| KUAR-FM    | Little Rock   | UALR-Public Radio                                    |           | UKW 89,1 MHz (63 kW)  | University of Arkansas in Little Rock        |                              |
| KZNG-AM    | Hot Springs   | News Talk 1340 KZNG Hot Springs’ News Talk Authority | Talkradio | MW 1340 kHz           |                                              |                              |
| KPFM-FM    | Mountain Home | Country 105                                          | Country   | UKW 105,5 MHz (50 kW) | Mountain Home Radio Station, Inc.            | 36° 29′ 13″ N, 92° 29′ 39″ W |

### Colorado
| Rufzeichen | Standort | Weiterer Name / Beschreibung                                             | Programm           | Frequenz                           | Eigentümer                        | Koordinaten                     |
| ---------- | -------- | ------------------------------------------------------------------------ | ------------------ | ---------------------------------- | --------------------------------- | ------------------------------- |
| KAVA-AM    | Pueblo   | Radio Que Bueno sendet auf Spanisch für die hispanische Community        | Regional Mexican   | MW 1480 kHz (1 kW)                 | Latino Communications, LLC        | 38° 18′ 56″ N, 104° 37′ 03″ W   |
| KLZ        | Denver   | seit 1922, ältester Sender Colorados. sendet die The Laura Ingraham Show | Regional Mixed     | MW 560 kHz (HD-Subchannels) (5 kW) | Crawford Broadcasting             | 39° 50′ 36″ N, 104° 57′ 14″ W   |
| KOA        | Denver   | Colorado’s News, Traffic and Weather Station                             |                    | MW 850 kHz (50 kW Clear Channel)   | iHeartMedia                       | 39° 30′ 23.6″ N, 104° 46′ 04″ W |
| KRTZ       | Cortez   | The New Mix 98.7                                                         | Adult Contemporary | UKW 98,7 MHz                       | Winton Road Broadcasting Co., LLC |                                 |

### Connecticut

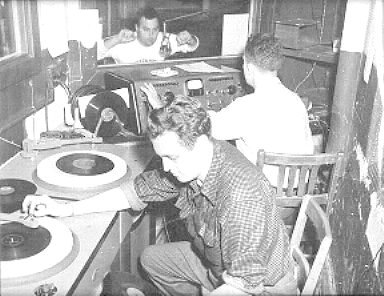
WHUS Studio, vermutlich in den 1960er Jahren

| Rufzeichen | Standort   | Frequenz                    | Sendemodi | Weiterer Name / Beschreibung                                  | Programm | Eigentümer                                | Koordinaten                  |
| ---------- | ---------- | --------------------------- | --------- | ------------------------------------------------------------- | -------- | ----------------------------------------- | ---------------------------- |
| WCNI       | New London | UKW 90,9 MHz                |           | „Ground Zero Radio“                                           | Freeform | Connecticut College Community Radio, Inc. | 41° 22′ 53″ N, 72° 06′ 28″ W |
| WHUS       | Storrs     | UKW 91,7 MHz (4,4 kW)       |           | Älteste Station Connecticuts. College Radio & Community Radio | Divers   | University of Connecticut                 | 41° 48′ 50″ N, 72° 15′ 36″ W |
| WNPR       | Meriden    | UKW 90,5 (HD) (18,5 kW var) |           | Norwich Public Radio der CPR                                  | Divers   | Connecticut Public Radio                  | 41° 33' 42" N, 72° 50' 39" W |

### Delaware
| Rufzeichen | Standort | Weiterer Name / Beschreibung | Programm | Frequenz              | Eigentümer                       | Koordinaten                      |
| ---------- | -------- | ---------------------------- | -------- | --------------------- | -------------------------------- | -------------------------------- |
| WDDE       | Dover    | Public Radio                 | Divers   | UKW 91,1 MHz (2,1 kW) | Delaware First Media Corporation | 39° 00′ 49,6″ N, 75° 30′ 29,3″ W |
| WDSD       | Dover    | „Continuous Country“         | Country  | UKW 94,7 MHz (50 kW)  | iHeart Media                     | 39° 12' 03" N, 75° 33' 54" W     |

### Florida
| Rufzeichen | Standort           | Frequenz                                    | Sendeleistung | Weiterer Name / Beschreibung | Programm          | Eigentümer                      | Koordinaten                  |
| ---------- | ------------------ | ------------------------------------------- | ------------- | --- | ----------------- | ------------------------------- | ---------------------------- |
| WJHC       | Jasper             | UKW 107,5 MHz                               | 6 kW          | „Talk 107.5“ | Conservative Talk | Smalltown Broadcasting, LLC     | 30° 31′ 20″ N, 82° 57′ 06″ W |

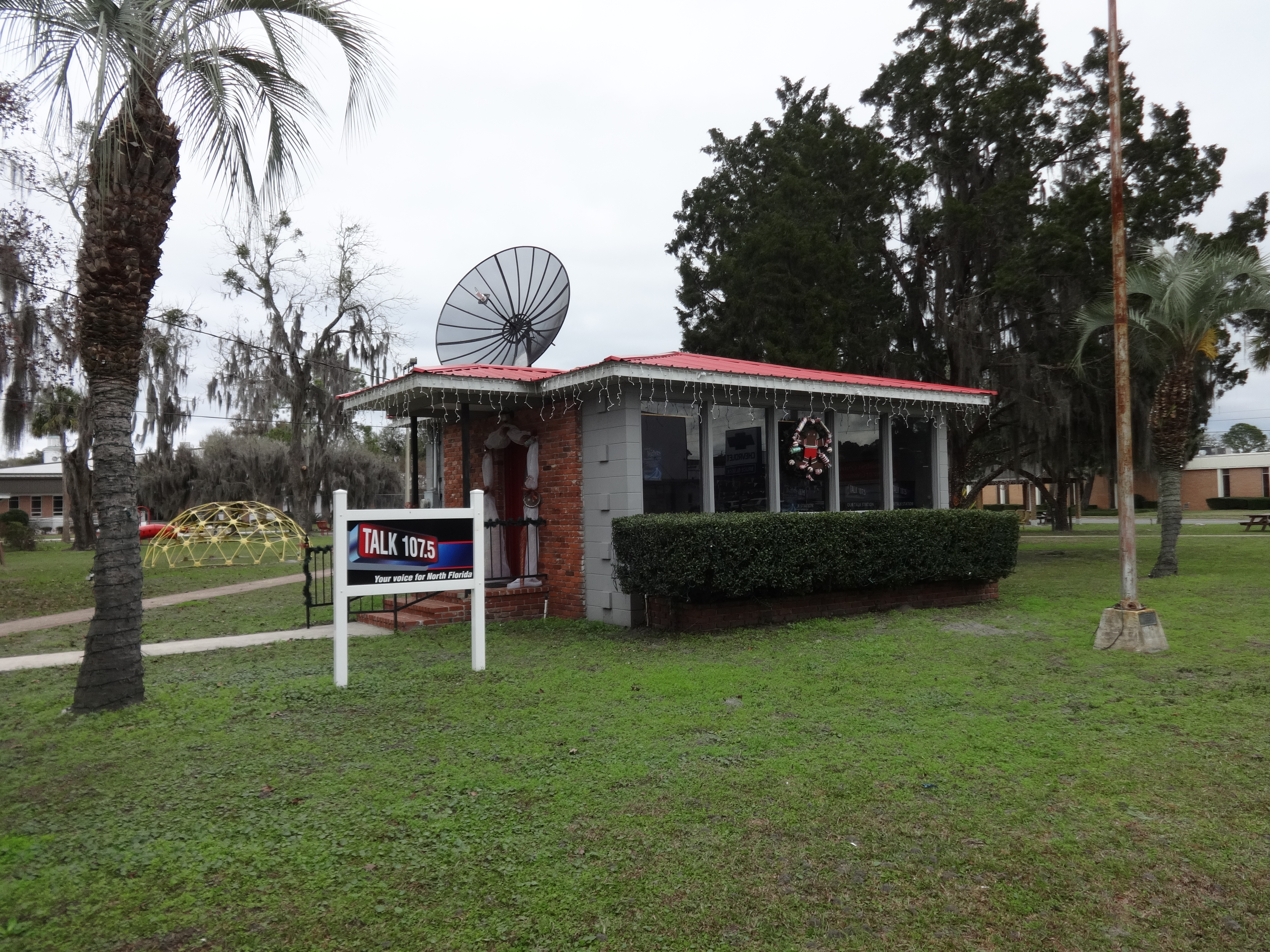
WJHC sendet aus einem Gartenhäuschen in Jasper, Florida

| WRMI       | Miami / Okeechobee | 9955 kHz (31 m Band), 15650 kHz (19 m Band) | 50–100 kW     | Radio Miami International die einzige private US-Kurzwellenstation, arbeitet als Relais für die westliche Hemisphäre für Radio Ukraine International, Radio Slovakia International, Radio France International, Famagusta Gazette Radio, Radio Prague, Radio Taiwan International, NHK Radio Japan und Radio Africa. | divers            | Radio Miami International, Inc. | 27° 27′ 30″ N, 80° 56′ 00″ W |
| WUWF       | Pensacola          | UKW 88,1 MHz                                | 100 kW        | Public Radio | divers            | The University of West Florida  | 30° 24' 14" N, 86° 59' 34" W |

### Georgia
| Rufzeichen | Standort   | Weiterer Name / Beschreibung | Programm                          | Frequenz                     | Eigentümer                                                   | Koordinaten                  |
| ---------- | ---------- | --- | --------------------------------- | ---------------------------- | ------------------------------------------------------------ | ---------------------------- |
| WGPB       | Rome       | Georgia Public Broadcasting | News & Musik                      | UKW 97,7 MHz                 | Georgia Public Telecommunication Commission                  |                              |

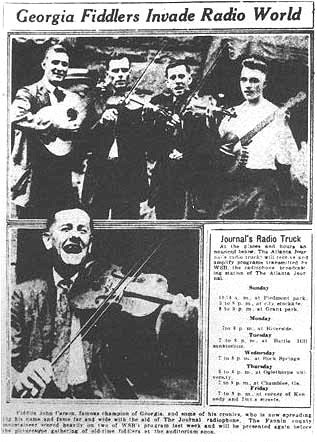
WSB Werbe-Anzeige von 1922

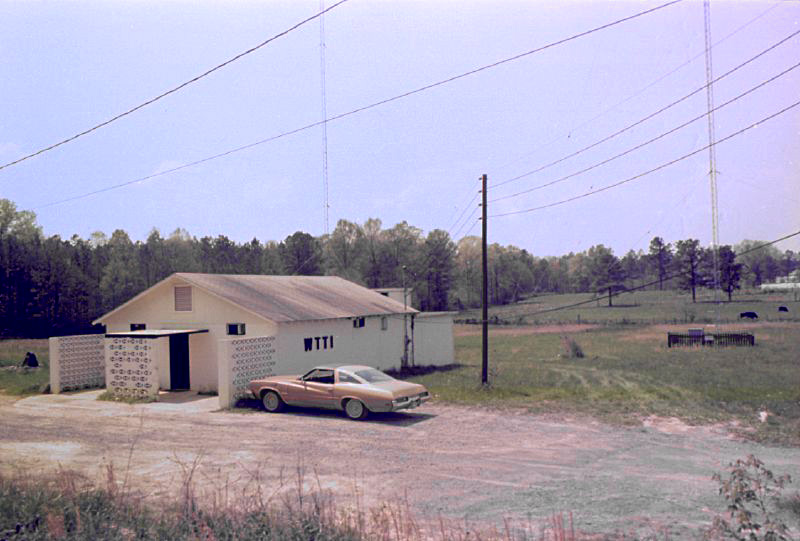
Sendegebäude von WTTI Dalton nahe Westside, Georgia in den 1970ern.

| WAFS-AM    | Atlanta    | „Mega 1190“ Zielgruppe ist die hispanische Community |                                   | MW 1190 kHz (25 kW var.)     | South Texas Broadcasting                                     | 33° 48′ 34″ N, 84° 21′ 14″ W |
| WJAT       | Swainsboro | AM 800 The Patriot Newstalk In den 1950er-Jahren gehörte der WJAT Jim Denny und dem Country-Musiker Webb Pierce. Wurde überregional bekannt durch die Übertragung des Peach State Jamboree. | Talkradio                         | MW 800 kHz                   | Radiojones, LLC, kooperiert mit Citadel Media und ESPN Radio | 32° 35′ 08″ N, 82° 21′ 42″ W |
| WSB        | Atlanta    | Welcome South, Brother WSB existiert seit den 1920er Jahren und ist mit seinem 50-kW-Sender weitreichend hörbar.                                                                            | Country                           | MW 750 kHz (50 kW)           |                                                              | 33° 50′ 38″ N, 84° 15′ 12″ W |
| WSTR       | Atlanta    | STAR 94 „Flagship Pop Radio Station for the south“ |                                   | UKW 94,1 MHz (auch HD Radio) |                                                              |                              |
| WTTI       | Dalton     | | Zeitgenössische christliche Musik | MW 1530 kHz (10 kW)          | Troy L. Hall                                                 | 34° 47' 09" N, 85° 02' 40" W |
| WWUF       | Waycross   | Teil von ABC Radio |                                   | UKW 97,7 MHz                 | Mattox Broadcasting, Inc.                                    |                              |

### Hawaii
| Rufzeichen | Standort | Weiterer Name / Beschreibung                                                  | Programm        | Frequenz                                           | Eigentümer                            | Koordinaten                   |
| ---------- | -------- | ----------------------------------------------------------------------------- | --------------- | -------------------------------------------------- | ------------------------------------- | ----------------------------- |
| KKOL       | Aiea     | „Hawaii’s Kool Gold“ Studio ist in Honolulu                                   | Oldies          | UKW 107,9 MHz (100 kW aus Palehua Road in Kapolei) | Salem Media (Salem Media Hawaii Inc.) | 21° 23' 40" N, 158° 05' 51" W |
| KHPR       | Honolulu | Flaggschiff-Station des Hawaii Public Radio. Erste Station, seit 1981 on air. | Classic News    | UKW 88,1 MHz (39 kW)                               | HPR                                   |                               |
| KIPO       | Honolulu | Station des Hawaii Public Radio                                               | HPR 2 Talkradio | UKW 89,3 MHz (38,5 kW)                             | HPR                                   | 21° 20′ 01″ N, 157° 48′ 53″ W |
| KNUI       | Wailuku  | The Talk of Maui                                                              |                 | MW 550 kHz (5 kW)                                  | Pacific Radio Group, Inc.             | 20° 53' 14" N, 156° 29' 10" W |
| KWAI       | Honolulu | „K108 – The Talk of the Town“                                                 |                 | MW 1080 kHz (5 kW)                                 | Radio Hawaii, Inc.                    | 21° 19' 16" N, 157° 52' 37" W |

### Idaho
| Rufzeichen | Standort | Weiterer Name / Beschreibung | Programm         | Frequenz                | Eigentümer              | Koordinaten                       |
| ---------- | -------- | ---------------------------- | ---------------- | ----------------------- | ----------------------- | --------------------------------- |
| KHTQ       | Hayden   | „Rock 94 & A ½“              | Active Rock      | UKW 94,5 MHz (83 kW)    | Morgan Murphy Media     | 47° 39′ 32,4″ N, 116° 57′ 50,4″ W |
| KXTA       | Rubert   |                              | Regional Mexican | MW 970 kHz (2,5 kW var) | Lee Family Broadcasting | 42° 36′ 10″ N, 113° 43′ 21″ W     |

### Illinois
| Rufzeichen | Standort | Weiterer Name / Beschreibung                                                     | Programm                             | Frequenz                                                          | Eigentümer                         | Koordinaten                      |
| ---------- | -------- | -------------------------------------------------------------------------------- | ------------------------------------ | ----------------------------------------------------------------- | ---------------------------------- | -------------------------------- |
| WBEZ       | Chicago  | Sender des Chicago Public Radio                                                  |                                      | UKW 91,5 MHz (5,7 kW)                                             | Chicago Public Radio               | 41° 53′ 56,1″ N, 87° 37′ 23,2″ W |
| WFMT       | Chicago  |                                                                                  | Klassische Musik und Kulturprogramme | UKW 98,7 MHz (6 kW)                                               |                                    |                                  |

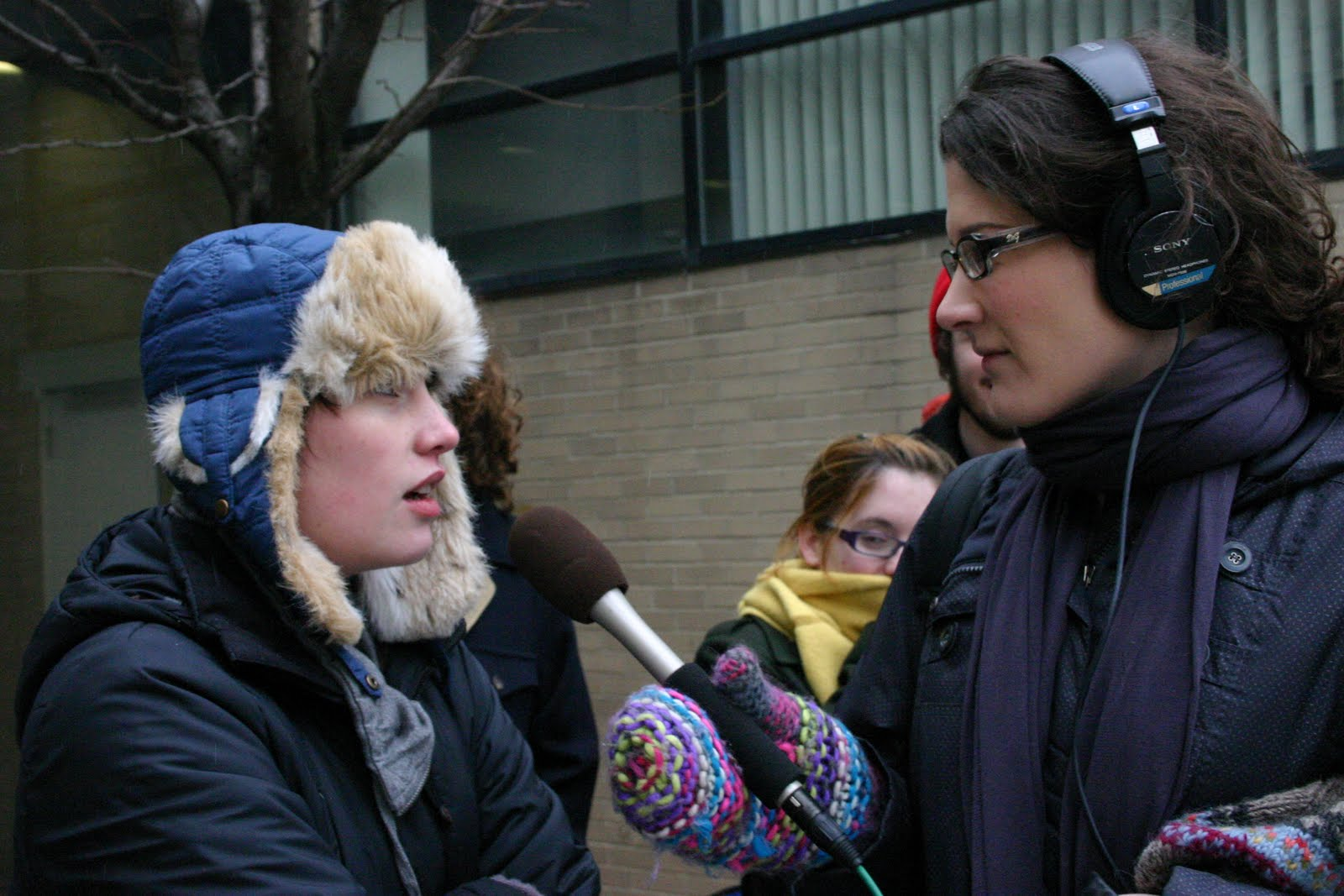
Eilee Heikenen-Weiss von WBEZ interviewt eine Studentin des Shimer College während der Studentenproteste 2010

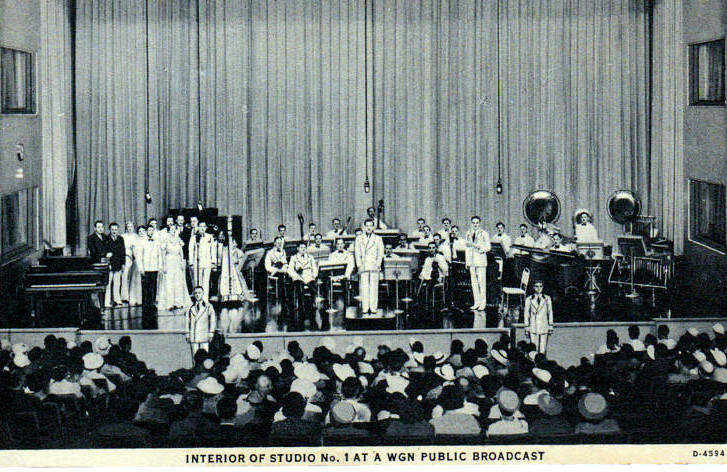
Radiokonzert im WGN-Sendesaal im Tribune Tower, Ende der 1930er Jahre

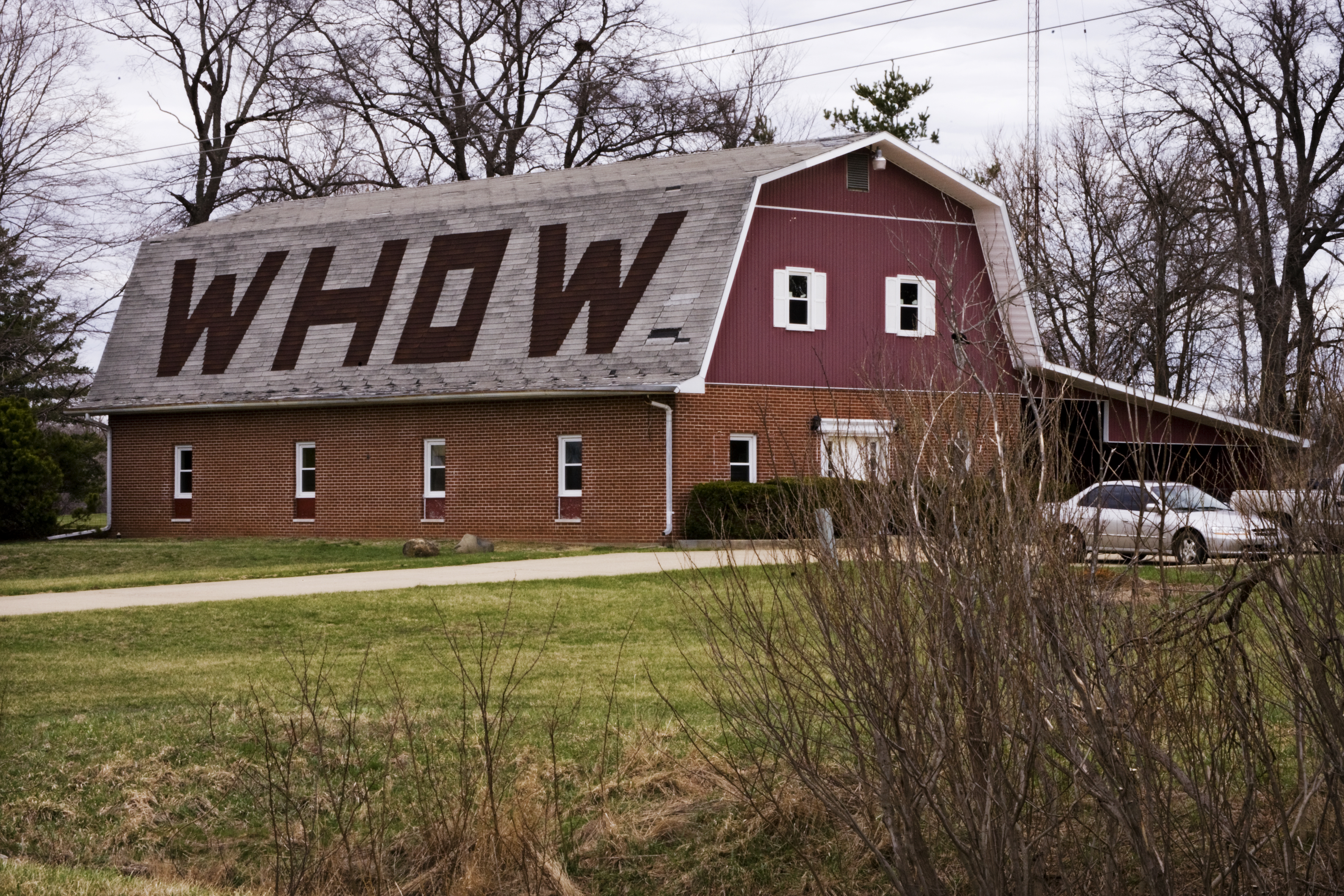
Studio von WHOW

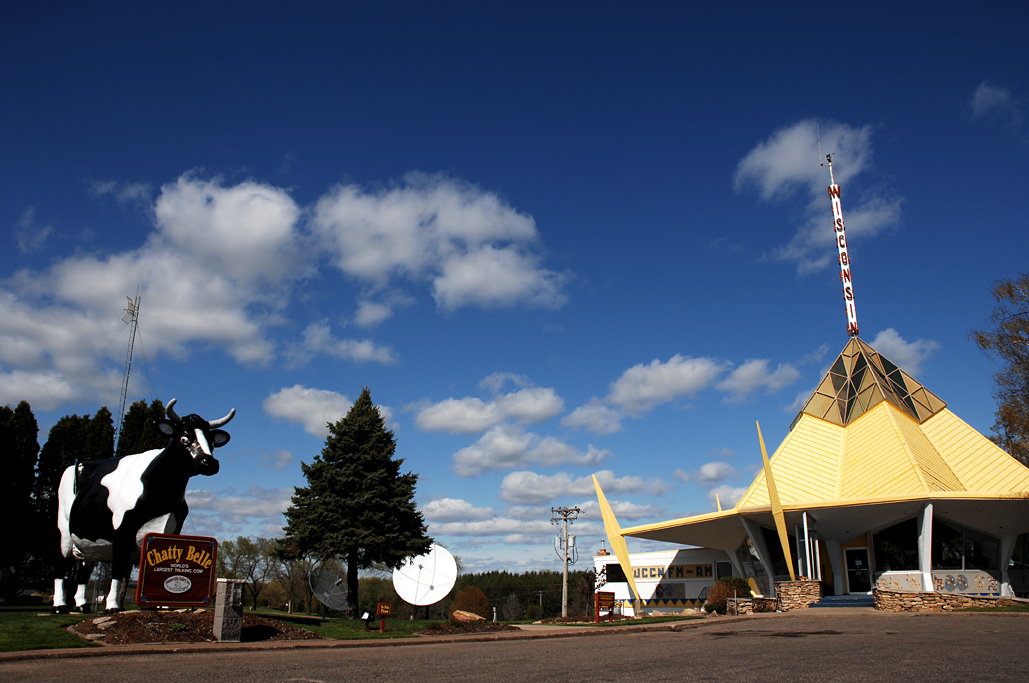
WCCN sendet aus einem „Tippi-Building“ und besitzt die weltgrößte sprechende Kuh namens „Chatty Belle“

| WLIT-FM    | Chicago  | liteFM Der Sender existiert seit 1958 und war als WLAK, WWEL und WEB lizenziert. | Adult-Contemporary-Schema            | UKW 93,9 MHz (4 kW)                                               | Clear Channel Communications       | 41° 52′ 44″ N, 87° 38′ 10″ W     |
| WHOW       | Clinton  |                                                                                  | Divers                               | MW 1520 kHz (5 / 1 kW)                                            | Kaskaskia Broadcasting, Inc.       | 40° 05' 43" N, 88° 57' 51" W     |
| WJEQ       | Macomb   | Classic 102                                                                      | Classic Rock                         | UKW 102,7 MHz (10 kW B1)                                          | Prestige Communications Inc        |                                  |
| WGLT       | Normal   | News Blues All That Jazz Public Radio                                            | News, Jazz, Blues                    | UKW 89,1 MHz (25 kW)                                              | University of Illinois             | 40° 28' 46" N, 89° 03' 12" W     |
| WGN        | Chicago  | Chicagos very own sendet seit 1922, Studios sind im Tribune Tower                | News / Talk                          | MW 720 kHz HD (50 kW) aus Elk Grove Village                       | Tribune Broadcasting Tribune Media | 42° 00′ 42″ N, 88° 02′ 07″ W     |
| WPRS-AM    | Paris    | seit 1951                                                                        | News / Talk                          | MW 1440 kHz (1 kW)                                                | Midwest Communications, Inc.       | 39° 36′ 21″ N, 87° 43′ 35″ W     |
| WSCR       | Chicago  |                                                                                  | News / Sport                         | MW 670 kHz HD Radio (50 kW Clear Channel) Sender bei Bloomingdale | CBS Radio                          | 41° 56′ 03″ N, 88° 04′ 24″ W     |

### Indiana
| Rufzeichen | Standort   | Weiterer Name                          | Programm                       | Frequenz             | Eigentümer                            | Koordinaten                  |
| ---------- | ---------- | -------------------------------------- | ------------------------------ | -------------------- | ------------------------------------- | ---------------------------- |
| WBSH       | Hagerstown | übernimmt WBST Public Radio            | Divers                         | UKW 91,1 MHz (8 kW)  | Ball State University                 | 39° 56 ′31″ N, 85° 11′ 41″ W |
| WBST       | Muncie     | Flaggschiff des NPR in Indiana         | Divers                         | UKW 92,1 MHz (3 kW)  | Ball State University                 | 40° 12′ 48″ N, 85° 27′ 36″ W |
| WOWO       | Fort Wayne | Fort Wayne’s News Talk – Depend on it. | Nachrichten, Talk Shows, Sport | MW 1190 kHz (9,8 kW) | Pathfinder Communications Corporation | 40° 59′ 46″ N, 85° 21′ 06″ W |
| WIBW-FM    | Earl Park  | „98 Gold“                              |                                | UKW 98,1 MHz (25 kW) | Brothers Broadcasting Corporation     | 40° 34' 22" N, 87° 27' 12" W |

### Iowa
| Rufzeichen | Standort   | Frequenz     | Sendemodi           | Weiterer Name / Beschreibung              | Programm     | Eigentümer                 | Koordinaten                  |
| ---------- | ---------- | ------------ | ------------------- | ----------------------------------------- | ------------ | -------------------------- | ---------------------------- |
| WHO        | Des Moines | MW 1040 kHz  | 50 kW Clear Channel |                                           |              | iHeartRadio                | 41° 39' 10" N, 93° 21' 02" W |
| WOI        | Des Moines | MW 640 kHz   | 5 kW                | Iowa Public Radio                         |              | University of Iowa         | 41° 59′ 34″ N, 93° 41′ 27″ W |
| WOI-FM     | Ames       | UKW 90,1 MHz | 100 kW              | Iowa Public Radio                         |              | University of Iowa         | 41° 48′ 33″ N, 93° 36′ 53″ W |
| WSUI       | Iowa City  | MW 910 kHz   | 4/5 kW              | Iowa Public Radio 1922 gegründete Station | News         | University of Iowa         |                              |
| KDSN       | Denison    | MW 1530 kHz  | 0,5 kW              |                                           | Variety Hits | Mikadety Radio Corporation | 42° 02′ 10″ N, 95° 19′ 44″ W |
| KMA        | Shenandoah | MW 960 kHz   | 5kW                 |                                           |              | KMA LTT                    | 40° 46′ 49″ N, 95° 21′ 36″ W |

### Kalifornien
| Rufzeichen | Standort      | Frequenz      | Sendemodi                                                     | Weiterer Name / Beschreibung                                                                                      | Programm                              | Eigentümer                              | Koordinaten                         |
| ---------- | ------------- | ------------- | ------------------------------------------------------------- | --- | ------------------------------------- | --------------------------------------- | ----------------------------------- |
| KCRW-FM    | Santa Monica  | UKW 89,9 MHz  | 6,9 kW ERP HD-Radio                                           | For The Curious                                                                                                   | Rock Blues Funk                       | Santa Monica Community College District | 34° 07′ 08″ N, 118° 23′ 30″ W       |
| KDAY       | Los Angeles   | UKW 93,5 MHz  | 4,1 kW                                                        | Legendäre Hip-Hop Station                                                                                         |                                       |                                         |                                     |
| KIIS-FM    | Los Angeles   | UKW 102,7 MHz |                                                               | Homestation von Ryan Seacrest                                                                                     |                                       | IHeartMedia                             | 34° 13' 36" N, 118° 04' 00" W       |
| KFI        | Los Angeles   | MW 640 kHz    | 50 kW Clear Channel                                           | Erste high-powered, „clear-channel“ Station.                                                                      | Talkradio                             | ABC News Radio                          | 33° 52′ 47″ N, 118° 00′ 47″ W       |

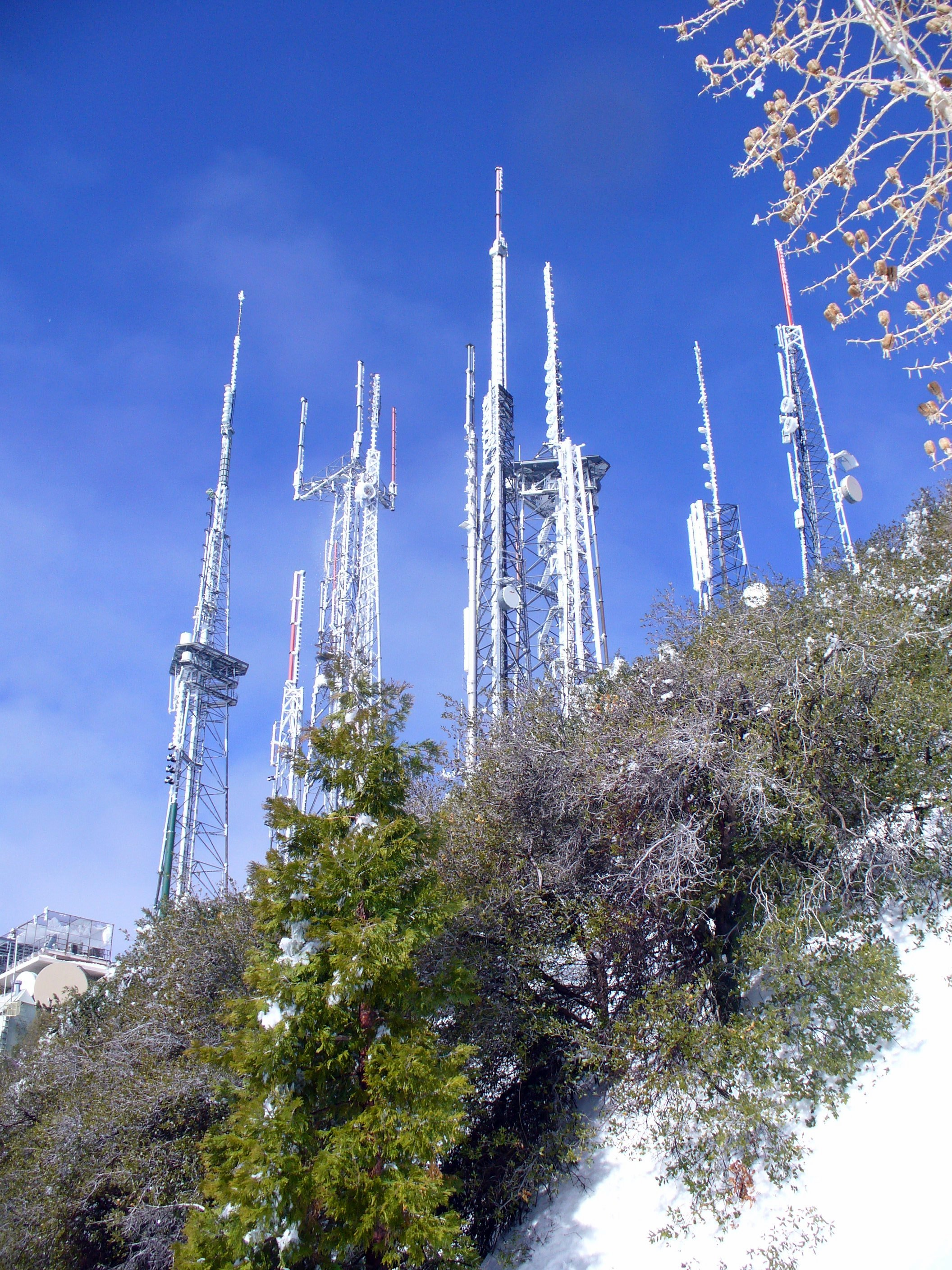
Eingeschneite Sendeantennen auf dem Mount Wilson (1740 m) über Los Angeles. Von hier sendet u. a. KPFK mit 110 kW

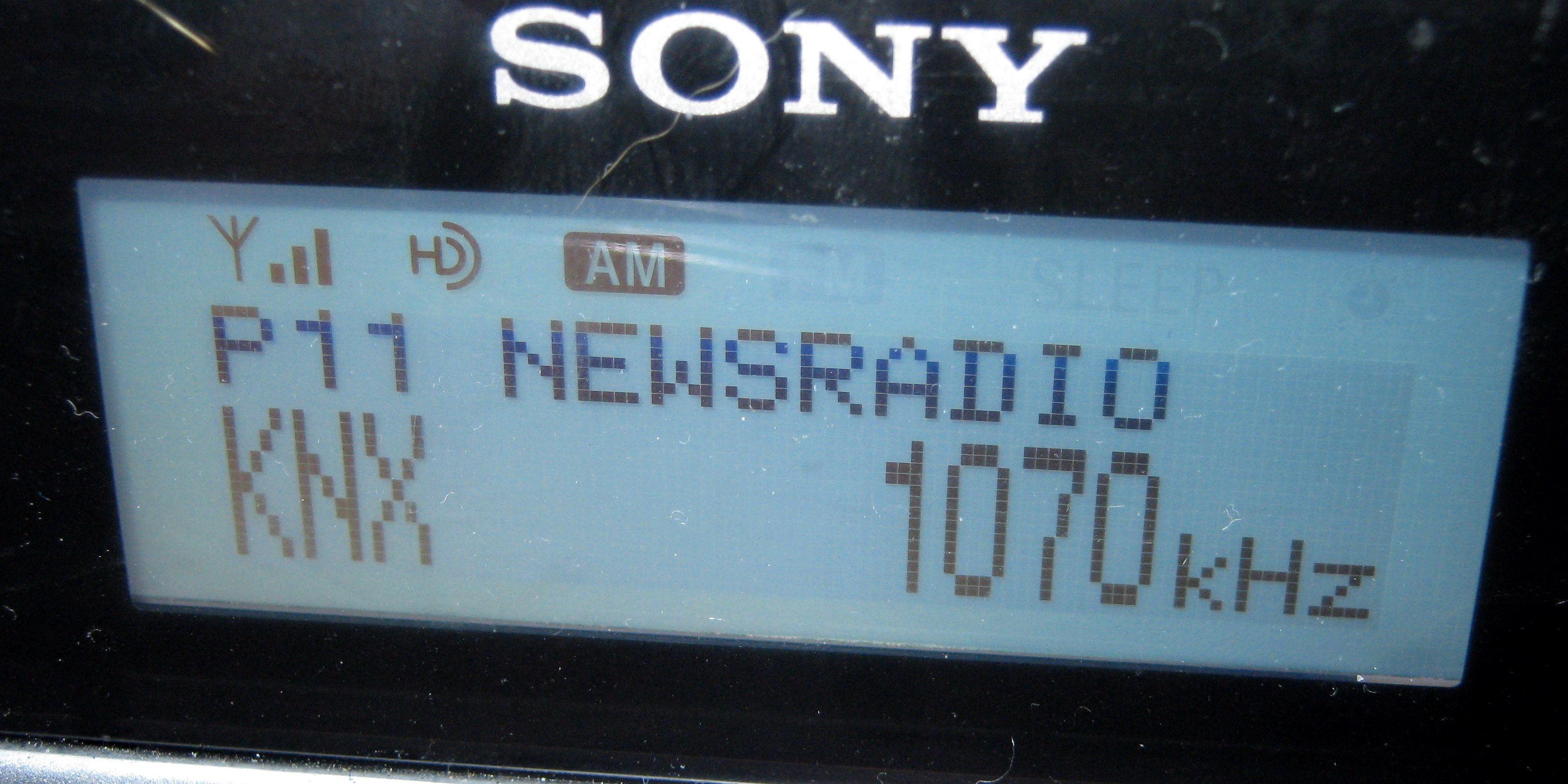
KNX aus Los Angeles auf einem HD-Radio-Empfänger

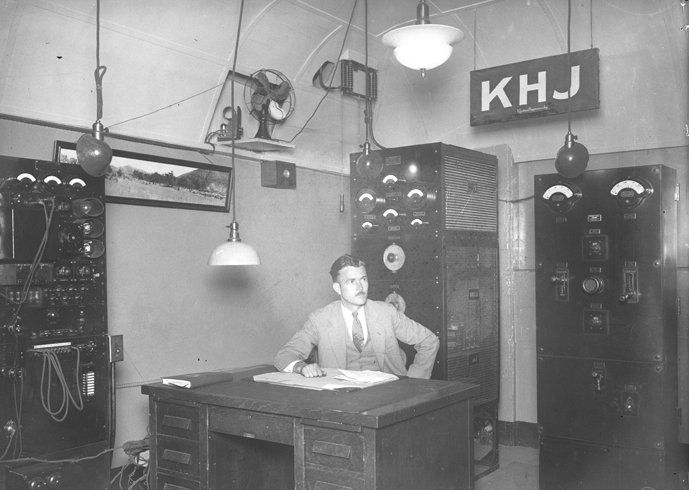
Ingenieur Ernest G. Underwood überwacht den KHJ-Senderaum in Inglewood, Kalifornien, 1927 Quelle: Los Angeles Times, 12. Juni 1927

| KFMB       | San Diego     | MW 760 kHz    | 5 kW                                                          | TalkRadio 760 – The more you listen, the more you know. konservatives Talkradio arbeitet mit KFMB-FM und KLFMB-TV | Talkradio                             | Midwest Television                      | 32° 50′ 33″ N, 117° 01′ 30″ W       |
| KNX        | Los Angeles   | MW 1070 kHz   | 50 kW HD-Radio                                                | KNX News Radio Southern California’s only 24-hour news & traffic station News without Noise.                      | News                                  | CBS Radio                               | 33° 51′ 35″ N, 118° 20′ 59″ W       |
| KPFA       | Berkeley      | UKW 94,1 MHz  | 59 kW                                                         | Community Powered Radio sendet seit 1949                                                                          | Community News / Public Radio / Musik | Pacifica Foundation                     | 37° 51′ 54″ N, 122° 13′ 15,6″ W     |
| KPFK       | Los Angeles   | UKW 90,7 MHz  | 110 kW vom Gipfel des Mount Wilson (1740 m)                   | Radio powered by the people                                                                                       |                                       | Pacifica Foundation                     | 34° 13′ 45″ N, 118° 04′ 03″ W       |
| KROQ       | Los Angeles   | UKW 106,7 MHz |                                                               | gesprochen „kej-rock“ weltweit für sein Musikformat bekannt                                                       | Alternative Rock                      | Radio Broadcast Communications, Inc.    | 34° 11′ 47″ N, 118° 15′ 33″ W       |
| KSAN       | San Francisco | UKW 107,7 MHz | 8,9 kW Sender am San Bruno Mountain                           | sendet seit 1966 für die San Francisco Bay Area.                                                                  | Mainstream Rock                       | Cumulus Media Inc.                      | 37° 41′ 19,68″ N, 122° 26′ 11,04″ W |
| KSFO       | San Francisco | MW 960 kHz    |                                                               | KSFO Hot Talk 560 Die Station wurde 1955 gegründet. Konservatives Talkradio mit Melanie Morgan.                   | Talkradio                             | ABC Radio Cumulus Media                 | 37° 44′ 44″ N, 122° 22′ 44″ W       |
| KZZO       | Sacramento    | MW 1530 kHz   | 50 kW Clear Channel teilt sich die Frequenz mit WCKY aus Ohio | |                                       | iHeartMedia                             | 38° 38' 30" N, 121° 05' 29" W       |

### Kansas
| Rufzeichen | Standort  | Weiterer Name / Beschreibung                                                                  | Programm                            | Frequenz                                     | Eigentümer                        | Koordinaten                  |
| ---------- | --------- | --------------------------------------------------------------------------------------------- | ----------------------------------- | -------------------------------------------- | --------------------------------- | ---------------------------- |
| KANU       | Lawrence  | Flagship Station des Kansas Public Radio (KPR) an der University of Kansas. KANsas University |                                     | UKW 91,5 MHz (auch in HD Radio) (100 kW ERP) | University of Kansas              | 38° 57′ 14″ N, 95° 16′ 11″ W |
| KANQ       | Chanute   | Station des Kansas Public Radio                                                               |                                     | UKW 90,3 MHz                                 | Kansas Public Radio               |                              |
| WIBW       | Topeka    | The Voice of Kansas 1927 gegründete, kooperiert mit CBS Radio                                 | Nachrichten, Diskussionen und Sport | MW 580 kHz (5 kW)                            | Alpha Media                       | 39° 05′ 05″ N, 95° 46′ 59″ W |
| WIBW-FM    | Earl Park | „98 Gold“                                                                                     |                                     | UKW 98,1 MHz (25 kW)                         | Brothers Broadcasting Corporation | 40° 34' 22" N, 87° 27' 12" W |

### Kentucky
| Rufzeichen | Standort   | Weiterer Name | Programm | Frequenz             | Eigentümer                  | Koordinaten                  |
| ---------- | ---------- | --- | -------- | -------------------- | --------------------------- | ---------------------------- |
| WEKU       | Richmond   | WEKU ist die stärkste Station des Kentucky Public Radio                                                                                         | Divers   | UKW 88,9 MHz (50 kW) | Eastern Kentucky University | 37° 52′ 45″ N, 84° 19′ 33″ W |
| WFPL       | Louisville | Louisville’s NPR News station Flagship-Station der Louisville Public Media. Bei Sendestart 1950 war es die erste Radiostation einer Bibliothek. | News     | UKW 89,3 MHz (21 kW) |                             | 38° 21′ 54″ N, 85° 50′ 24″ W |

### Louisiana

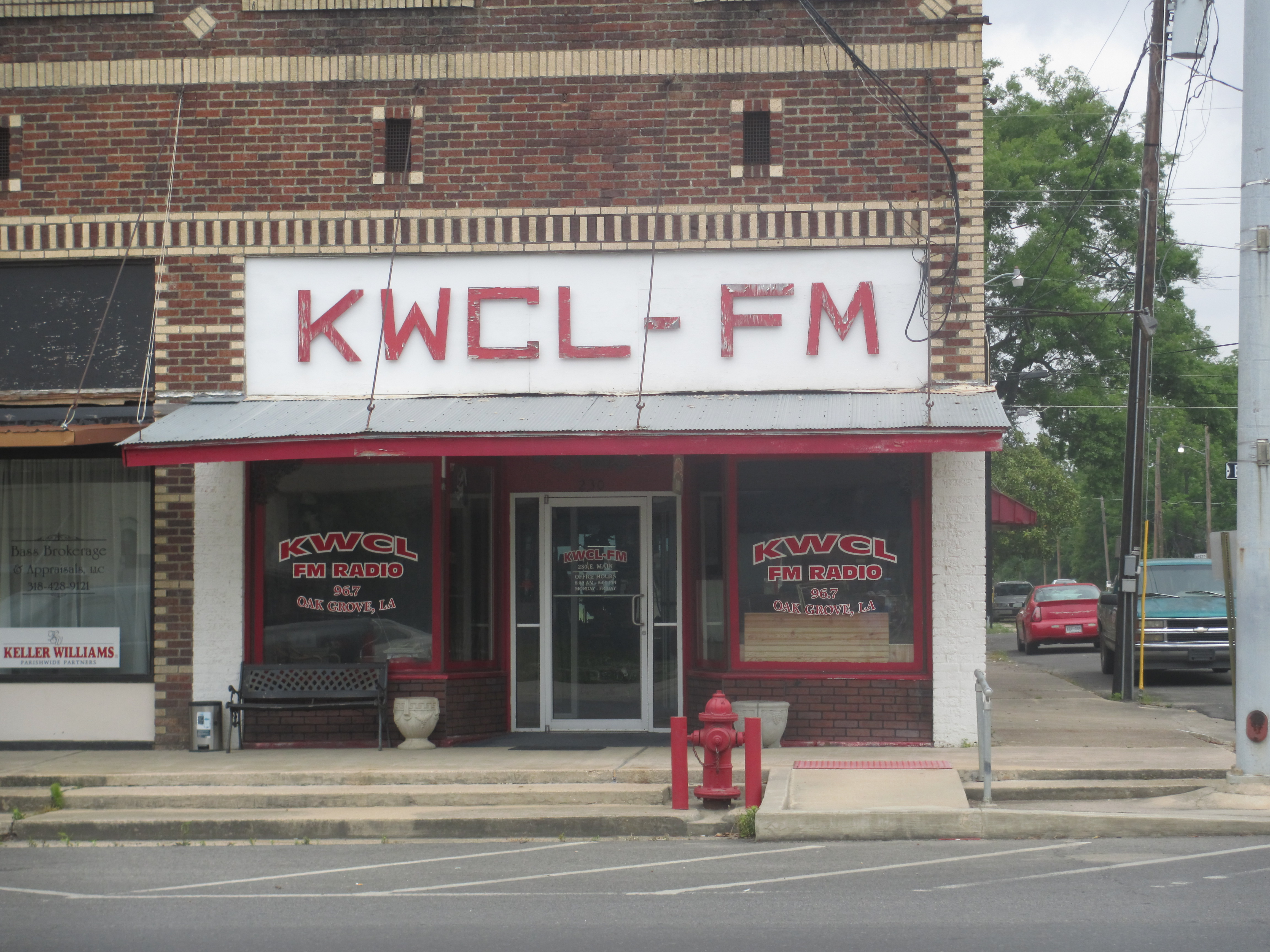
Studio von KWCL-FM in Oak Grove, Louisiana

| Rufzeichen | Standort    | Weiterer Name / Beschreibung           | Programm            | Frequenz                               | Eigentümer                                | Koordinaten                  |
| ---------- | ----------- | -------------------------------------- | ------------------- | -------------------------------------- | ----------------------------------------- | ---------------------------- |
| WLMG-FM    | New Orleans | Magic 102 – Continuous Soft Rock       | Adult Contemporary- | UKW 101,9 MHz (auch HD Radio) (100 kW) | Entercom New Orleans License, LLC         | 29° 55′ 11″ N, 90° 01′ 29″ W |
| WJVI       | Wilson      | für die hispanische Community          |                     | UKW 90,9 MHz                           | Centro Comunitario Juvenil Mahanaim, Inc. | 30° 56′ 30″ N, 91° 06′ 38″ W |
| WWOZ       | New Orleans | „Jazz & Heritage Station“ Public Radio | Jazz                | UKW 90,7 MHz (100 kW)                  | New Orleans Jazz & Heritage Foundation    |                              |
| KEUN       | Eunice      | sendet seit 1952                       | News / Talk         | MHz 1490 MHz (1 kW)                    | Tri-Parish Broadcasting Co.               | 30° 28′ 17″ N, 92° 24′ 51″ W |
| KSYB       | Shreveport  |                                        | Gospel              | MW 1300 kHz                            | Amistad Communications, Inc.              | 32° 31′ 48″ N, 93° 48′ 16″ W |

siehe auch: WRNO

### Maine

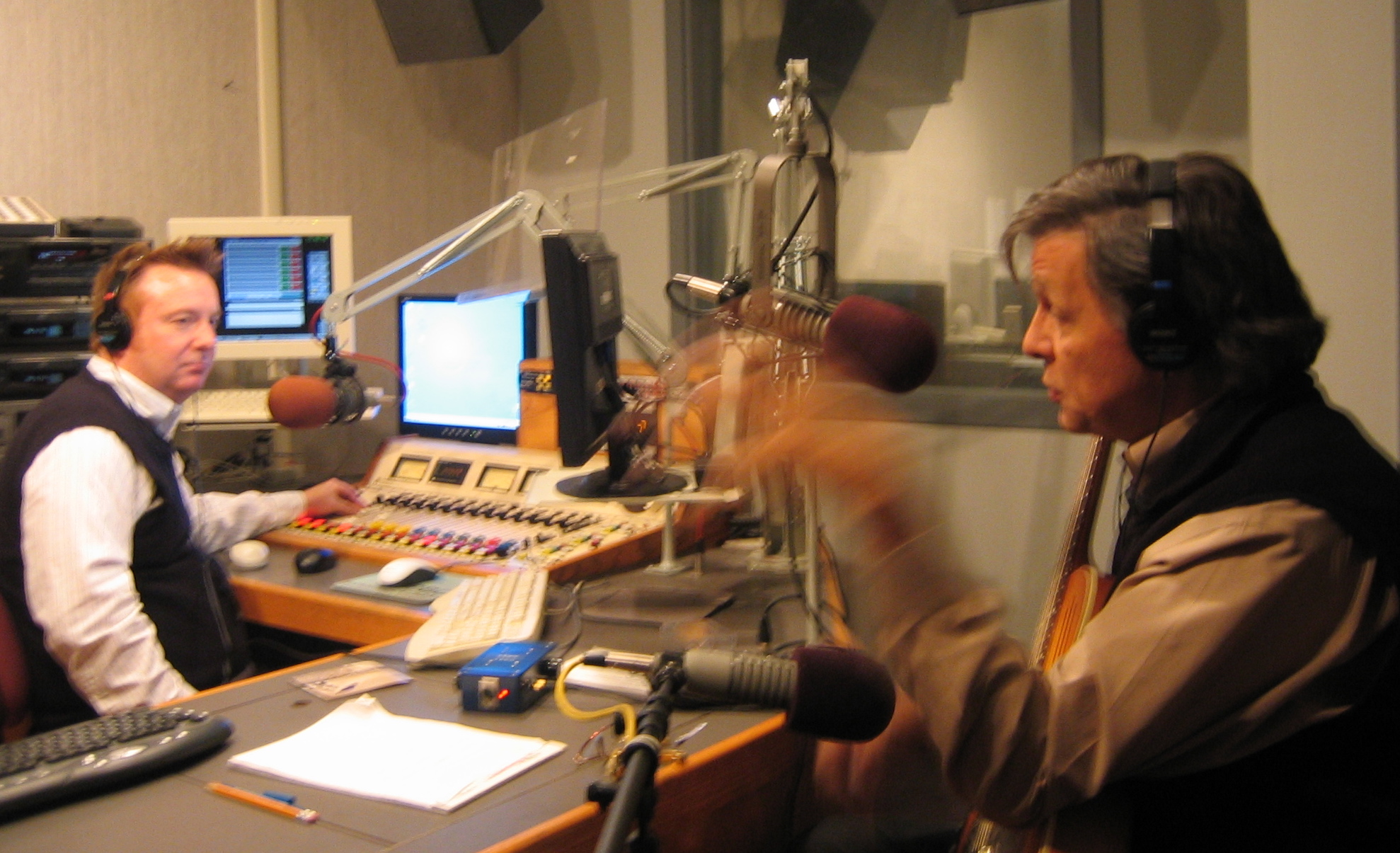
Keith Shortall (MPBC) interviewt den Gitarristen John Rankin. MPBC sendet u. a. über WEMA

| Rufzeichen | Standort     | Frequenz      | Sendemodi                                                                    | Weiterer Name / Beschreibung                                                     | Programm        | Eigentümer                            | Koordinaten                        |
| ---------- | ------------ | ------------- | ---------------------------------------------------------------------------- | -------------------------------------------------------------------------------- | --------------- | ------------------------------------- | ---------------------------------- |
| WBAN       | Veazie       | MW 1340 kHz   | 1 kW                                                                         | Newsradio 1340                                                                   | News            | Charles Begin                         | 44° 51′ 10″ N, 68° 40′ 44″ W       |
| WEMA       | Portland     | UKW 90,1 MHz  | 24 kW                                                                        | Station im MPBN Radio network der Maine Public Broadcasting Corporation          | Public Radio    | Maine Public Broadcasting Cooperation | 43° 51′ 30,24″ N, 70° 42′ 39,24″ W |
| WMGX       | Portland     | UKW 93,1 MHz  | (50 kW ERP) auch in HD Radio UKW 105,5 MHz als W288CU (Portland, Relays HD2) | Coast 93.1 – Portland’s Adult Hit Music Station                                  | Adult Top 40    | Saga Communications                   | 43° 41′ 16,8″ N, 70° 15′ 25,2″ W   |
| WMEM       | Presque Isle | UKW 106,1 MHz | 100 kW                                                                       |                                                                                  |                 | Maine Public Broadcasting Corporation |                                    |
| WWLN-FM    | Lincoln      | UKW 90,5 MHz  |                                                                              | „God’s Country“                                                                  | Southern Gospel | Light of Life Ministries              | 45° 20′ 41″ N, 68° 30′ 30″ W       |
| WZAN       | Portland     | MW 970 kHz    | 5 kW                                                                         | Älteste Station in Maine, startete 1925 als WCSH, „The Voice from Sunrise Land“. | Classic Country | Saga Communications                   | 43.605278, -70.321667              |

### Maryland
| Rufzeichen | Standort  | Weiterer Name / Beschreibung                              | Programm                 | Frequenz                           | Eigentümer                           | Koordinaten                  |
| ---------- | --------- | --------------------------------------------------------- | ------------------------ | ---------------------------------- | ------------------------------------ | ---------------------------- |
| WKHZ       | Easton    | Music of Your Life                                        | Middle-of-the-Road (MOR) | MW 1460 kHz (1 kW)                 | Radio Broadcast Communications, Inc. | 38° 46′ 13″ N, 76° 04′ 55″ W |
| WWIN       | Maryland  | „Spirit 1400“                                             | Urban Gospel             | MW 1400 kHz (0,5 kW) in Orangewood | Radio One                            | 39° 18′ 06″ N, 76° 34′ 09″ W |
| WYPR       | Baltimore | „Your NPR News Station“ Station des National Public Radio | Nachrichten              | UKW 88,1 MHz (15,5 kW)             | Your Public Radio Corp.              | 39° 19′ 53″ N, 76° 39′ 28″ W |

### Massachusetts
| Rufzeichen | Standort                      | Weiterer Name / Beschreibung                           | Programm        | Frequenz                | Eigentümer                             | Koordinaten                  |
| ---------- | ----------------------------- | ------------------------------------------------------ | --------------- | ----------------------- | -------------------------------------- | ---------------------------- |
| WBUR       | Boston                        | „Boston’s NPR News Station“                            | News            | UKW 90,9 MHz (12 kW)    | Boston University                      | 42° 18′ 27″ N, 71° 13′ 27″ W |
| WMFO-FM    | Medford                       | Freeform Radio                                         | Freeform        | UKW 91,5 MHz (0,125 kW) | Tufts University                       | 42° 24′ 24″ N, 71° 07′ 00″ W |
| WVVY-FM    | Tisbury auf Martha’s Vineyard | öffentlich-rechtlich                                   | Community-Radio | UKW 96,7 MHz (0,1 kW)   | Martha’s Vineyard Community Radio Inc. | 41° 26′ 53″ N, 70° 36′ 39″ W |
| WUML       | Lowell                        |                                                        | Divers          | UKW 91,5 MHz (1,4 kW)   | University of Massachusetts.           | 42° 39′ 7″ N, 71° 19′ 15″ W  |

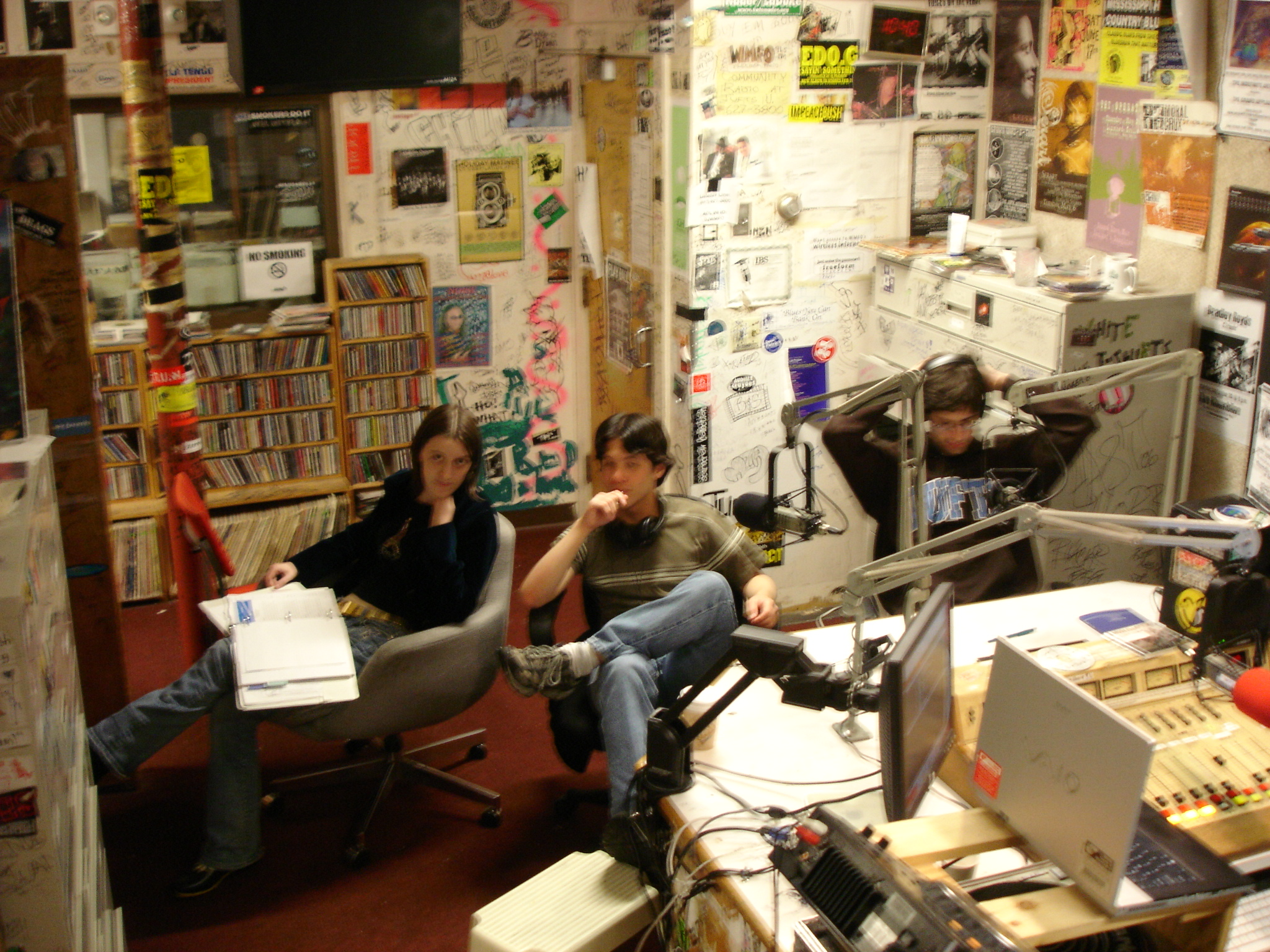
Sendestudio A von WMFO, 2008

| WXKS-FM    | Boston                        | KISS 108 begann in den späten 1970er als Disco-Station | Pop / Rock      | UKW 107,9 MHz (20,5 kW) | iHeartMedia                            | 42° 20' 50" N, 71° 04' 57" W |

### Michigan
| Rufzeichen | Standort     | Weiterer Name / Beschreibung                                                                                         | Programm                     | Frequenz                         | Eigentümer                          | Koordinaten                  |
| ---------- | ------------ | --- | ---------------------------- | -------------------------------- | ----------------------------------- | ---------------------------- |
| WHMI-FM    | Howell       | Livingstones Country’s Own                                                                                           | Rhythmic Contemporary        | UKW 93,5 MHz (5,2 kW)            | Rodney Krol                         | 42° 39′ 37″ N, 83° 56′ 23″ W |
| WILS-AM    | Lansing      | Unforgettable 1320                                                                                                   | Talkradio                    | MW 1320 kHz (25 / 1,9 kW)        | The Macdonald Broadcasting Company. | 42° 37' 19" N, 84° 38' 38" W |

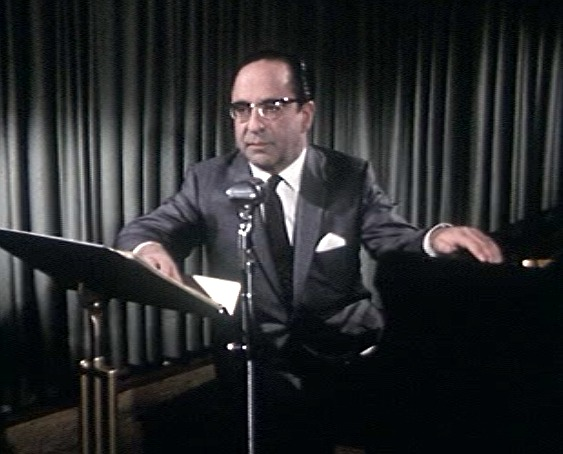
Radiomoderator Karl Haas im WJR-Werbefilm One of a kind, um 1966

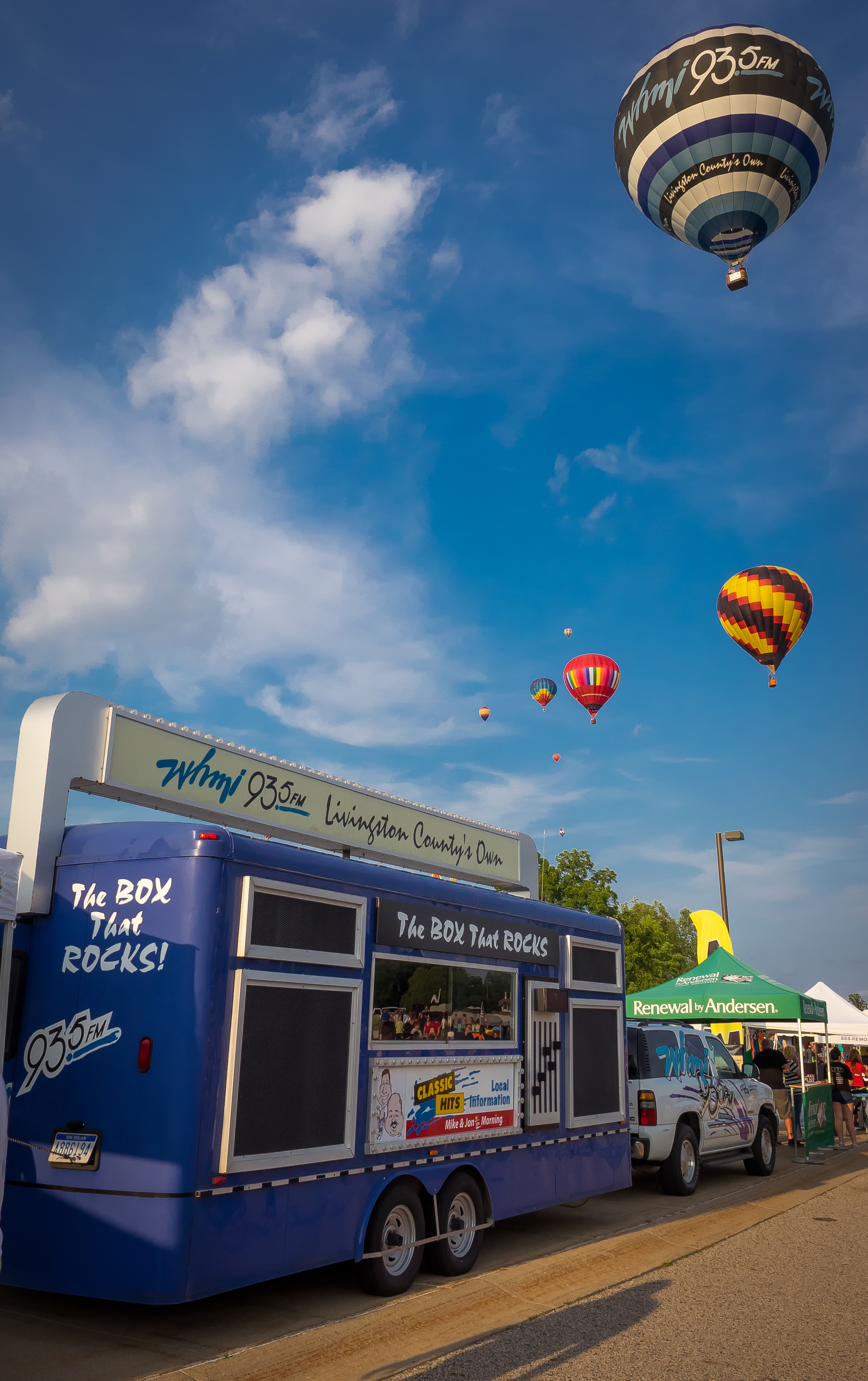
WHMI-FM Trailer

| WJR        | Detroit      | „The Great Voice of the Great Lakes“ sendet seit 1922 für Metro Detroit, Südost Michigan und Teile von Northern Ohio | News / Talk                  | MW 720 kHz (50 kW Clear Channel) | Cumulus Media                       | 42° 10' 05" N, 83° 12' 54" W |
| WGPR       | Detroit      | Hot107.5 |                              | UKW 107,5 MHz (50 kW)            |                                     |                              |
| WGRT-FM    | Port Huron   | Great Music Today’s Hits and Yesterday’s Favorites                                                                   | Adult Contemporary           | UKW 102,3 MHz (3 kW)             | Port Huron Family Radio, Inc.       | 43° 04' 08" N, 82° 28' 48" W |
| WLKM       | Three Rivers | | Rock                         | UKW 91,5 MHz (3,6 kW)            | Impact Radio, LLC                   | 41° 55′ 41″ N, 85° 38′ 18″ W |
| WOOD       | Grand Rapids | NewsRadio Wood 1300 Älteste Radiosender in West-Michigan, kooperiert mit u. a. mit CBS Radio.                        | Nachrichten und Diskussionen | MW 1300 kHz (20 kW)              | CC Licenses LLC                     | 42° 45' 22" N, 85° 39' 24" W |

### Minnesota
| Rufzeichen | Standort    | Weiterer Name / Beschreibung                                  | Programm    | Frequenz                                                                           | Eigentümer                    | Koordinaten                    |
| ---------- | ----------- | ------------------------------------------------------------- | ----------- | ---------------------------------------------------------------------------------- | ----------------------------- | ------------------------------ |
| KCMP       | St. Paul    | The Current Studios im MPR Broadcast Center in St. Paul       | AAA         | UKW 89.3 FM (MHz) auch HD Radio (100 kW) aus den Vermillion Highlands nahe Coates. | Minnesota Public Radio (MPR)  |                                |
| KPRM-AM    | Park Rapids | Clear Channel 870 Broadcasting from the nation’s Vacationland | Country     | MW 870 kHz (50 kW var Clear Channel)                                               | De la Hunt Broadcasting Corp. | 46° 55′ 43″ N, 95° 00′ 25″ W   |
| KNOW-FM    | Saint Paul  | Minnesota Public Radio                                        | News & Talk | UKW 91,1 MHz (100 kW)                                                              | MPR                           | 45° 3′ 43,2″ N, 93° 8′ 20,4″ W |

### Mississippi
| Rufzeichen | Standort  | Weiterer Name / Beschreibung                                                 | Programm     | Frequenz              | Eigentümer                                       | Koordinaten                  |
| ---------- | --------- | ---------------------------------------------------------------------------- | ------------ | --------------------- | ------------------------------------------------ | ---------------------------- |
| WMAV-FM    | Oxford    | „Mississippi Public Broadcasting“ Sender der Mississippi Public Broadcasting |              | UKW 90,3 MHz (100 kW) | Mississippi Authority For Educational Television | 34° 17′ 28″ N, 89° 42′ 21″ W |
| WZEC-FM    | Itta Bena | Todaysmusic the New Point                                                    | Variety Hits | UKW 89,7 MHz          | Enterprise Corporation of the Delta              |                              |

### Missouri
| Rufzeichen | Standort    | Weiterer Name / Beschreibung                                      | Programm    | Frequenz                            | Eigentümer                      | Koordinaten                    |
| ---------- | ----------- | ----------------------------------------------------------------- | ----------- | ----------------------------------- | ------------------------------- | ------------------------------ |
| WEW        | St. Louis   | Zweitältester Sender der USA                                      | Ethnic      | MW 760 kHz (1 kW)                   | Birach Broadcasting Corporation | 38° 37' 18" N, 90° 04' 34" W   |
| WHB        | Kansas City | „Sports Radio 810 WHB“ Erste full-time Top 40 Station in den USA. | Sport       | MW 810 kHz (50 kW var Clear Chanel) | Union Broadcasting              | 39° 18′ 21″ N, 94° 34′ 30″ W   |
| KSMU       | Springfield | Public Radio                                                      | News / Talk | UKW 91,1 MHz                        | Missouri State University       | 41° 48′ 32,5″ N, 93° 36′ 54″ W |
| KMOX       | St. Louis   | The Voice of St. Louis                                            | News / Talk | MW 1120 kHz (50 kW Clear Channel)   | CBS Radio Network               |                                |

### Montana
| Rufzeichen | Standort    | Weiterer Name / Beschreibung                           | Programm          | Frequenz                          | Eigentümer                   | Koordinaten                        |
| ---------- | ----------- | ------------------------------------------------------ | ----------------- | --------------------------------- | ---------------------------- | ---------------------------------- |
| KGVW-AM    | Belgrade    | The Source                                             | Missions Programm | MW 640 kHz (10 kW)                | Gallatin Valley Witness Inc. | 45° 46′ 15″ N, 111° 13′ 26″ W      |
| KMOX       | Saint Louis | The Voice of St. Louis                                 | News / Talk       | MW 1120 kHz (50 kW Clear Channel) |                              | 38° 43′ 22″ N, 90° 03′ 19″ W       |
| KUFM       | Missoula    | sendet seit 1965 als Flagship des Montana Public Radio |                   | UKW 89,1 MHz (14,5 kW)            | University of Montana        | 47° 1′ 57,72″ N, 113° 59′ 32,28″ W |

### Nebraska
| Rufzeichen | Standort  | Weiterer Name / Beschreibung | Programm            | Frequenz                                       | Eigentümer                         | Koordinaten                   |
| ---------- | --------- | --- | ------------------- | ---------------------------------------------- | ---------------------------------- | ----------------------------- |
| KCTY       |           | | Classic Hits        | MW1590 kHz                                     | Wayne Radio Works LLC              | 34° 17′ 28″ N, 89° 42′ 21″ W  |
| KFAB       | Omaha     | deckt fast den ganzen Osten Nebraska tagsüber und den Westen Nordamerikas nachts ab | News / Talk         | MW 1110 kHz (50 kW Clear Channel) in Papillion | iHeartMedia, Inc.                  |                               |
| KINI       | Crookston | The Voice of St. Francis Mission. Richtet sich an die Bewohner der Rosebud Reservation in South Dakota. Programm in Englisch und Lakota. Aus lizenzrechtlichen Gründen in Nebraska. (Rosebud betreibt eigenen Sender KOYA) | Religiöses Programm | 96.1 FM (90 kW ERP)                            | St. Francis Mission (South Dakota) | 43° 07′ 50″ N, 100° 54′ 02″ W |

### Nevada

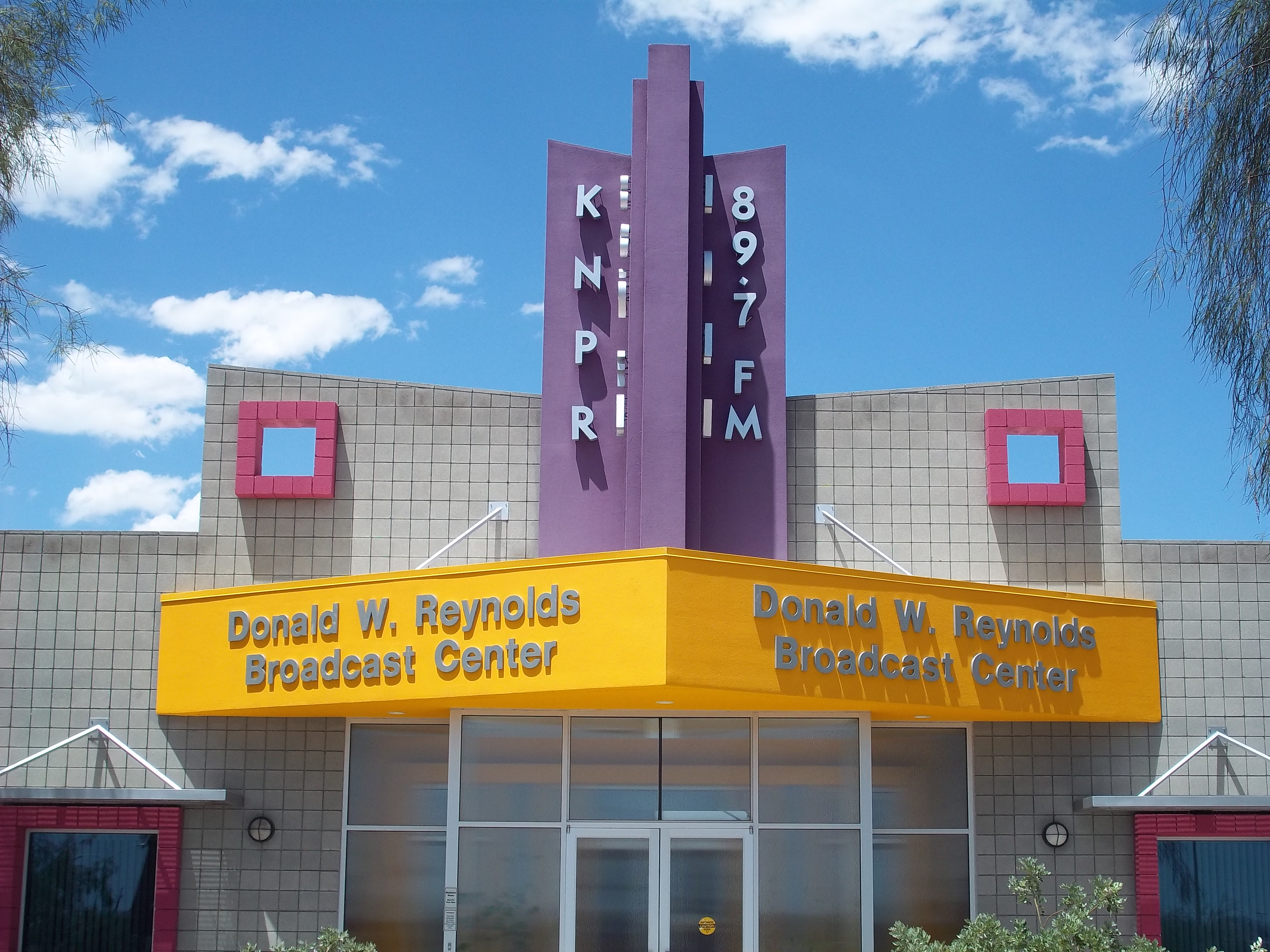
Studio von KNPR in Las Vegas

| Rufzeichen | Standort  | Weiterer Name       | Programm    | Frequenz                         | Eigentümer          | Koordinaten                       |
| ---------- | --------- | ------------------- | ----------- | -------------------------------- | ------------------- | --------------------------------- |
| KDWN       | Las Vegas | Talk of the West    | Talk Radio  | MW 720 kHz (50 kW Clear Channel) |                     | 36° 04' 22" N, 114° 58' 23" W     |
| KNPR       | Las Vegas | Nevada Public Radio | Nachrichten | UKW (22 kW)                      | Nevada Public Radio | 35° 57′ 54,72″ N, 115° 30′ 1,8″ W |

### New Hampshire
| Rufzeichen | Standort  | Frequenz      | Sendemodi                        | Weiterer Name / Beschreibung | Programm     | Eigentümer                 | Koordinaten                  |
| ---------- | --------- | ------------- | -------------------------------- | ---------------------------- | ------------ | -------------------------- | ---------------------------- |
| WERZ-FM    | Exeter    | UKW 107,1 MHz | 5,2 kW                           | „Z107,1“                     | Top 40       | iHeartMedia                | 43° 01′ 38″ N, 70° 52′ 51″ W |
| WEVO       | Concord   | UKW 89,1 MHz  | 50 kW HD2: Classical NH via WCNH | Flagship-Station von NHPR    | Public Radio | New Hampshire Public Radio | 43° 12′ 53″ N, 71° 34′ 28″ W |
| WQSO       | Rochester | 96,7 MHz      | 3 kW                             |                              |              | iHeartMedia                |                              |

### New Jersey
| Rufzeichen | Standort             | Weiterer Name / Beschreibung                                                                                | Programm      | Frequenz                                                             | Eigentümer                  | Koordinaten                     |
| ---------- | -------------------- | --- | ------------- | -------------------------------------------------------------------- | --------------------------- | ------------------------------- |
| WAIV       | Cape May             | „South Jersey’s #1 Hit Music Station (Today’s Best Music)“                                                  | Top-40-Format | UKW 102,3 MHz (3,3 kW)                                               | Equity Communications, l.P. | 39° 07′ 32″ N, 74° 49′ 26″ W    |
| WBGO       | Newark/New York City | Studios in Newark, Sender in NYC                                                                            | Jazz 88       | UKW 88,3 MHz                                                         | Newark Public Radio         | 40° 45′ 21,6″ N, 73° 59′ 9,6″ W |
| WFMU       | Jersey City          | FMU Der nichtkommerzielle Hörfunksender erhielt für seine experimentellen Programme mehrere Auszeichnungen. | Divers        | UKW 91,1 MHz (1,2 kW) in großen Teilen der Stadt New York empfangbar | Auricle Communications      | 40° 47′ 19″ N, 74° 15′ 20″ W    |
| WNJZ       | Cap May Court        | Sender gehört WHYY Public Radio und simulcastet das Programm von WHYY-FM Philadelphia                       | Divers        | UKW 90,3 MHz (6 kW)                                                  | WHYY Inc                    | 39° 06′ 18″ N, 74° 48′ 06″ W    |
| WZXL-FM    | Wildwood             | „South Jerseys Rockstation“ sendet seit 1938                                                                | Rock          | UKW 100,7 MHz (38 kW)                                                | Equity Communications, l.P. | 39° 07′ 28″ N, 74° 45′ 56″ W    |

### New Mexico
| Rufzeichen | Standort    | Weiterer Name / Beschreibung                                                                                   | Programm        | Frequenz                               | Eigentümer                   | Koordinaten                   |
| ---------- | ----------- | --- | --------------- | -------------------------------------- | ---------------------------- | ----------------------------- |
| KANW       | Albuquerque | 1951 gegründet, die älteste UKW Station New Mexicos sendet auch via KNLK in Santa Rosa und via KIDS in Grants. |                 | UKW 89,1 MHz auch als HD Radio (20 kW) | Albuquerque Public Schools   | 35° 12′ 44″ N, 106° 26′ 59″ W |
| KLAG       | Alamogordo  | | Bildung         | UKW 91,7 MHz (1,2 kW)                  | Educational Media Foundation | 32° 49′ 47″ N, 105° 53′ 10″ W |
| KTRC       | Santa Fe    | | Progressiv Talk |                                        |                              |                               |

### New York
| Rufzeichen | Standort                | Weiterer Name / Beschreibung                                                                                                  | Programm                     | Frequenz | Eigentümer                          | Koordinaten                        |
| ---------- | ----------------------- | --- | ---------------------------- | --- | ----------------------------------- | ---------------------------------- |

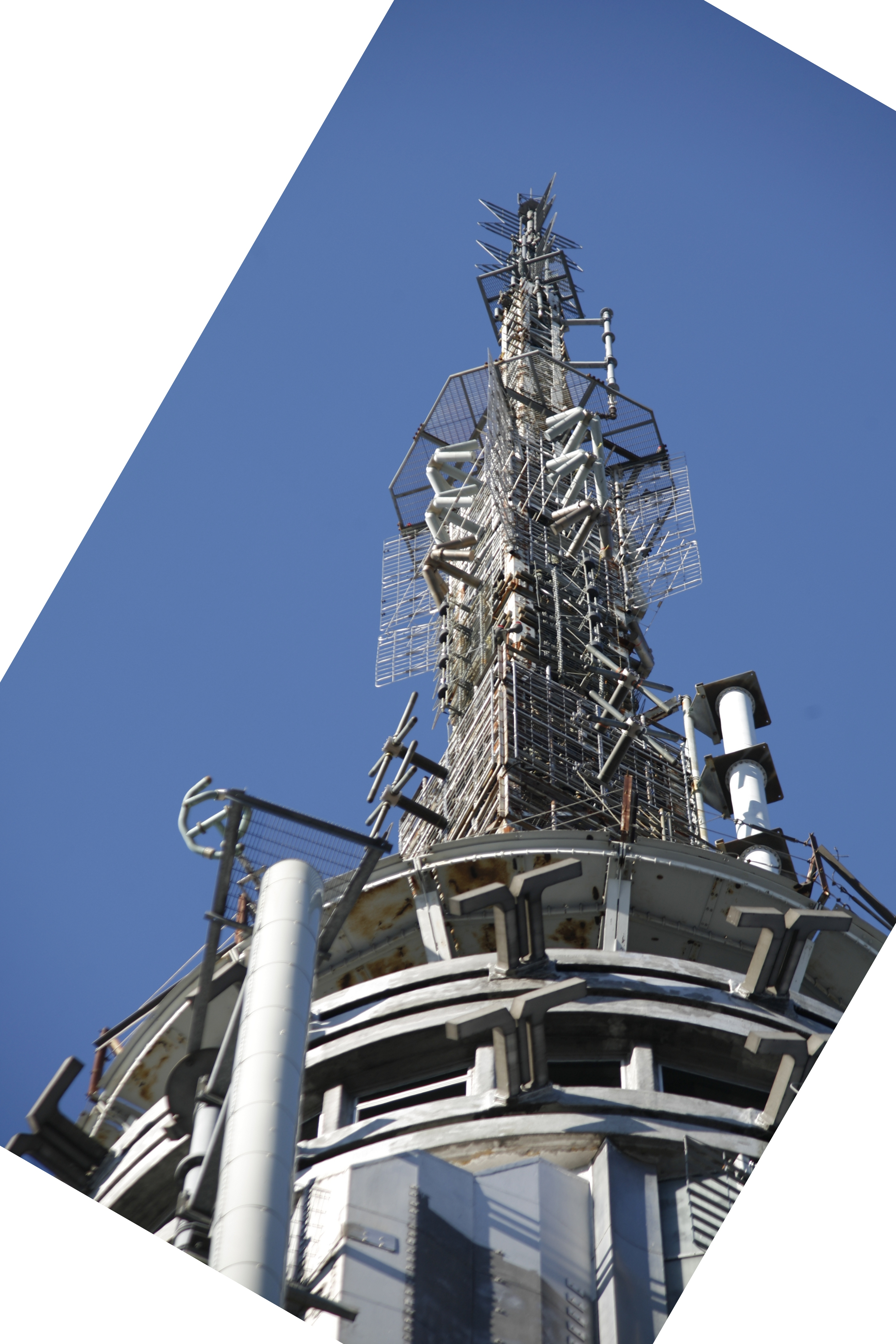
Unter anderem WNYC-FM sendet vom Sendemast des Empire State Building (Photo 2009)

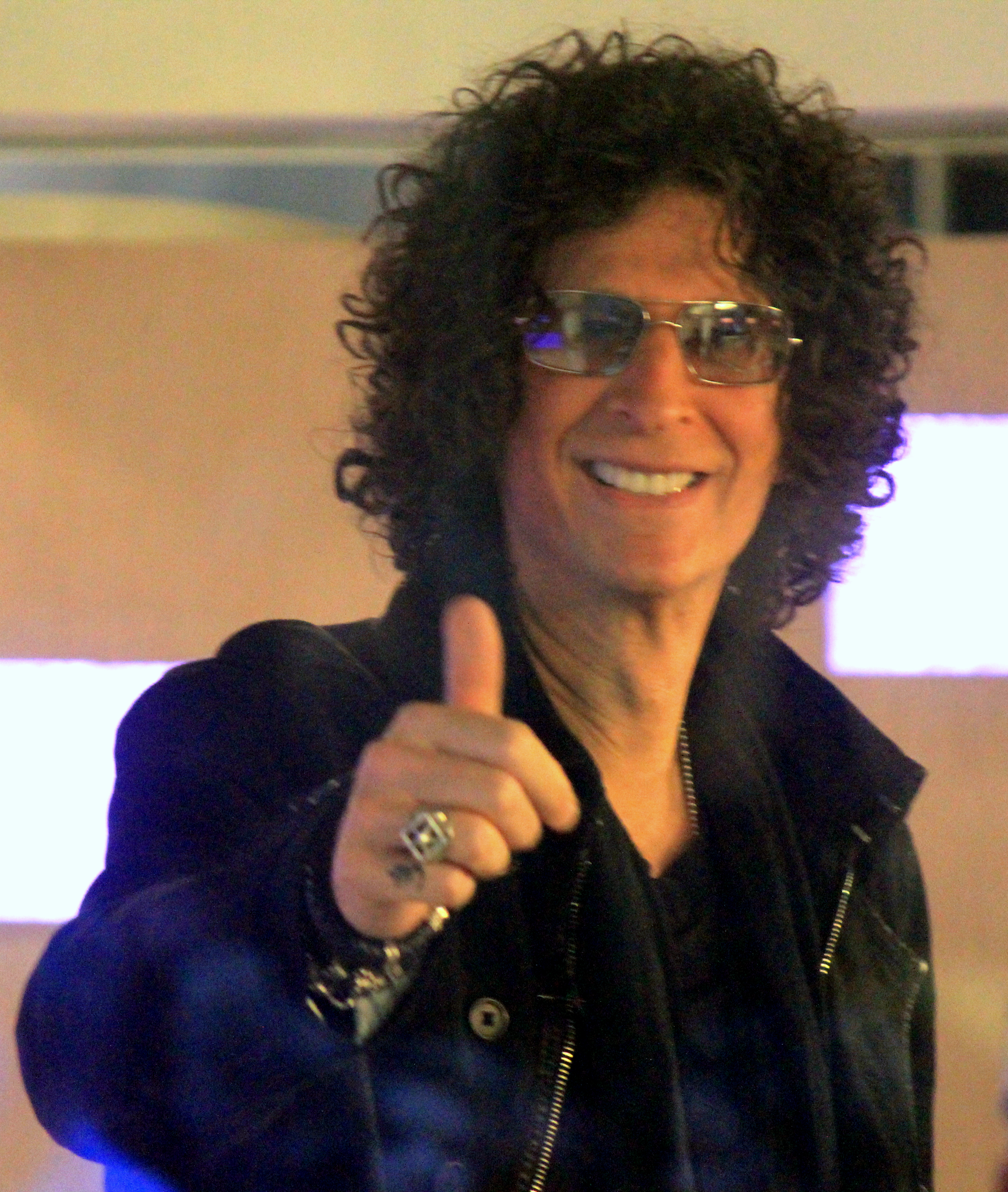
Der bekannte und umstrittene Howard Stern moderierte von 1986 bis 2006 bei WXRK

| CKON       | Akwesasne Mohawk Nation | „she:kon“ bedeutet so viel wie „Hallo“ im autonomen Grenzgebiet zwischen USA und Kanada, in Kanada lizenziert                 | Country / Adult Contemporary | UKW 97,3 MHz (3 kW ERP (unofficial))                                                                                                | Akwesasne Communication Society     | 44° 59′ 57,84″ N, 74° 39′ 18,72″ W |
| WABC       | New York City           | 77 WABC Radio; Breaking News, Stimulating Talk WABC arbeitet in Kooperation mit ABC News Radio.                               | News / Talk                  | MW 770 kHz (50 kW Clear Channel) in 38 US-Bundesstaaten sowie nachts in großen Teilen Kanadas zu empfangenWABC (Mittelwellensender) | Cumulus Media                       | 40° 52' 50" N, 74° 04' 10" W       |
| WBAB       | Babylon                 | „Long Islands Home of Rock“                                                                                                   | Classic Rock                 | UKW 102.3 MHz (6 kW) | Cox Radio                           | 40° 47' 58" N, 73° 20' 06" W       |
| WBAI       | New York City           | Your Peace & Justice Community Radio Station Noncommercial – Listner Supported, Heimatsender von Democracy Now!               | Progressive Rock             | UKW 99,5 MHz (4,3 kW) Neuer Sender ist im Bau                                                                                       | Teil des Pacifica Radio Network     | 40° 44' 54" N, 73° 59' 09" W       |
| WCBS       | New York City           | „WCBS Newsradio 880“ | News                         | MW 880 kHz (50 kW Clear Channel) | CBS Radio                           | 40° 51′ 35″ N, 73° 47′ 08″ W       |
| WGY        | Schenectady             | Konservatives Talkradio, sendet seit 1922                                                                                     | News / Talk                  | MW 810 kHz (50 kW Clear Channel) | iHeartMedia                         | 42° 47′ 32,41″ N, 74° 00′ 42,97″ W |
| WDCX       | New York City           | | Contemporary Christian       | MW 990 kHz (5 kW var) | Kimtron Inc.                        | 43° 13′ 54″ N, 77° 52′ 00″ W       |
| WFAN       | New York City           | „Sports Radio 66 and 101-9 FM“ „The FAN“ Studios in der CBS Radio Facility in West Village, Manhattan. Simulcast via WFAN-FM. | Sports Radio                 | MW 660 kHz (50 kW Clear Channel) Sender in High Island, Bronx.                                                                      | CBS Radio                           | 40° 51′ 35″ N, 73° 47′ 07″ W       |
| WNYC-AM    | New York City           | New York Public Radio | Nachrichten / Kultur         | MW 820 kHz (10/1 kW) | NJPR                                | 40° 45′ 10″ N, 74° 06′ 15″ W       |
| WWRL       | New York City           | sendet in Hindi | Indian / South Asian         | MW 1600 kHz (25 kW) aus Secaucus, NJ                                                                                                | Nimisha Shukla und Jeetendra Shukla | 40° 47′ 44″ N, 74° 03′ 18″ W       |
| WQHT       | New York City           | Hot 97 Blazin Hip Hop and R&B                                                                                                 | Hip-Hop / R&B                | UKW 97,1 MHz (6,7 kW) | Emmis Radio License LLC             | 40° 44' 54" N, 73° 59' 09" W       |
| WXRK       | New York City           | New York’s New Hit Music von 1986 bis 2006 mit Howard Stern                                                                   | CHR                          | UKW 92,3 MHz (6 kW) | CBS Radio                           | 40° 44′ 52.8″ N, 73° 59′ 09.6″ W   |

### North Carolina
| Rufzeichen | Standort    | Weiterer Name / Beschreibung | Programm           | Frequenz                                                   | Eigentümer                               | Koordinaten                   |
| ---------- | ----------- | --- | ------------------ | ---------------------------------------------------------- | ---------------------------------------- | ----------------------------- |
| WADE       | Wadesboro   | | Urban Gospel       | MW 1340 kHz (1 kW)                                         | New Life Community Temple of Faith, Inc. | 34° 57′ 09″ N, 80° 03′ 00″ W  |
| WBT        | Charlotte   | | News               | MW 1110 kHz (50 kW)                                        | Beasley Broadcast Group                  | 35° 07′ 56″ N, 80° 53′ 23″ W  |
| WRAL       | Raleigh     | HD-1: simulcast of Mix 101.5 HD-2: Contemporary Christian | Adult Contemporary | UKW 101,5 MHz (auch in HD Radio) Sendet vom WRAL-Sendemast | Capitol Broadcasting Company             | 45° 46′ 15″ N, 111° 13′ 26″ W |

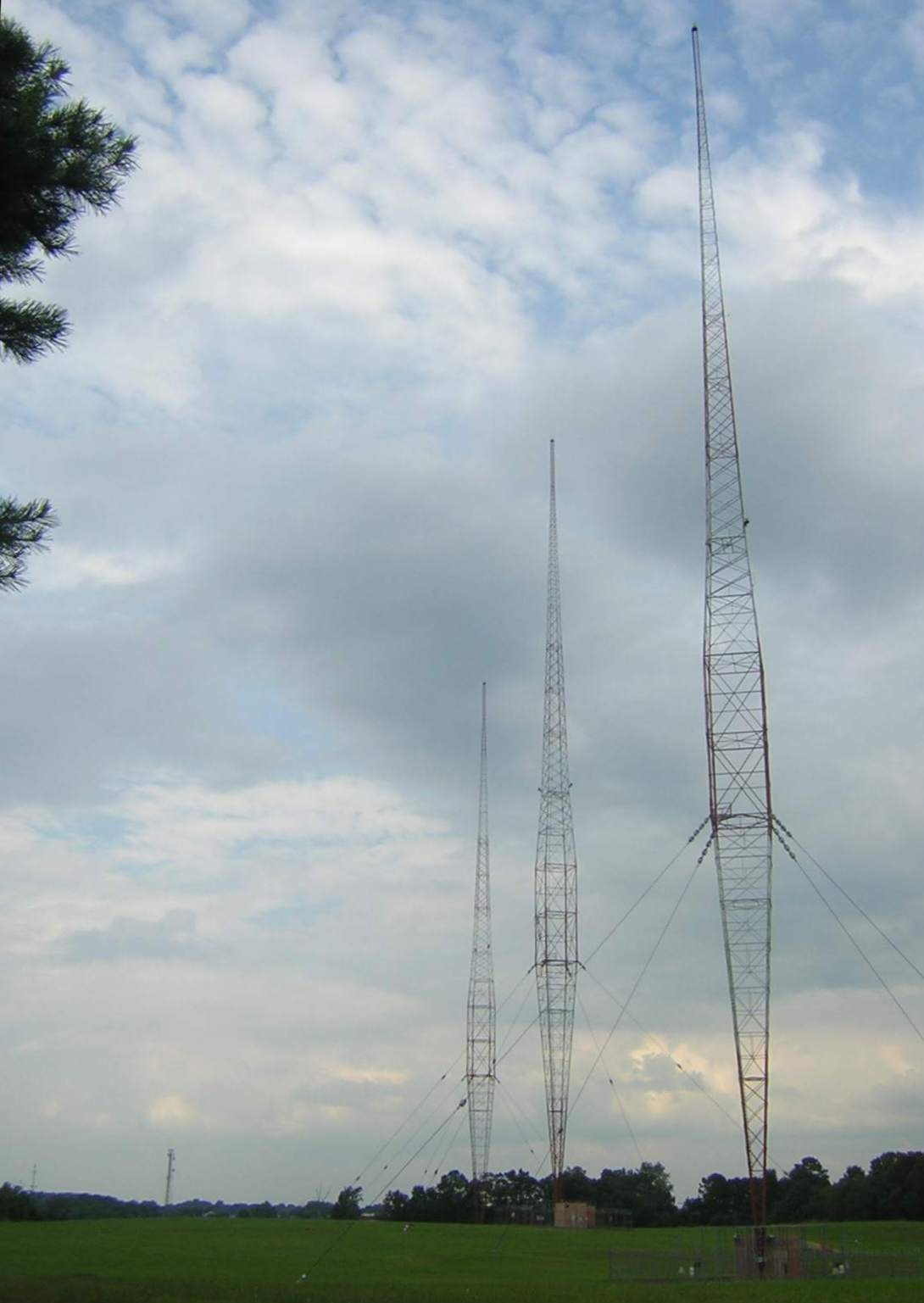
Sendemasten von WBT südlich von Uptown Charlotte, NC

| WUNC       | Chapel Hill | sendet seit 1976 als Flagship National Public Radio Station für die „Research Triangle area“ von North Carolina. FM Repeater sind WFSS-FM, WRQM, WUND-FM und WUNW-FM | News               | 91,5 MHz (auch in HD Radio) (100 kW)                       | University of North Carolina             | 35° 53′ 59″ N, 79° 00′ 45″ W  |

### North Dakota
| Rufzeichen | Standort    | Frequenz     | Sendemodi | Weiterer Name / Beschreibung         | Programm  | Eigentümer               | Koordinaten                  |
| ---------- | ----------- | ------------ | --------- | ------------------------------------ | --------- | ------------------------ | ---------------------------- |
| KABU       | Fort Totten | UKW 90,7 MHz | 28 kW     |                                      | News      | Dakota Circle Tipi, Inc' | 47° 59′ 31″ N, 98° 56′ 53″ W |
| KWTL       | Grand Forks | MW 1370 kHz  |           |                                      |           |                          |                              |
| KTGO-AM    | Tioga       | MW 1090 kHz  |           | Bakken Beacon                        | Country   | Gunn Enterprises Inc.    |                              |
| WDAY       | Fargo       | MW 970 kHz   | 10 kW     | ältester Sender North Dakotas (1922) | News/Talk | Forum Communication      |                              |

### Ohio

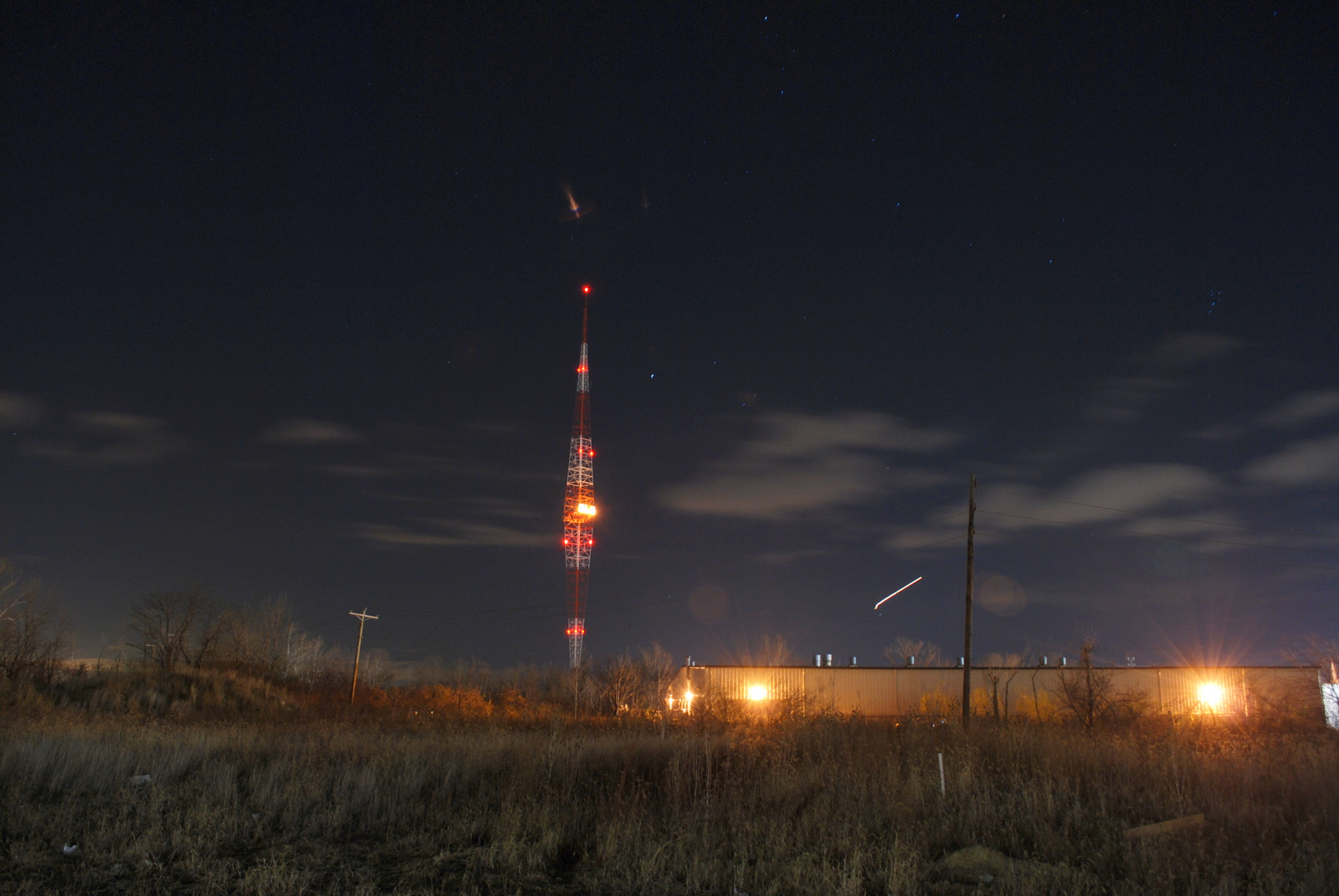
Blaw-Knox-Sendeturm von WLW in Mason für die Mittelwellensendungen. Erbaut 1934.

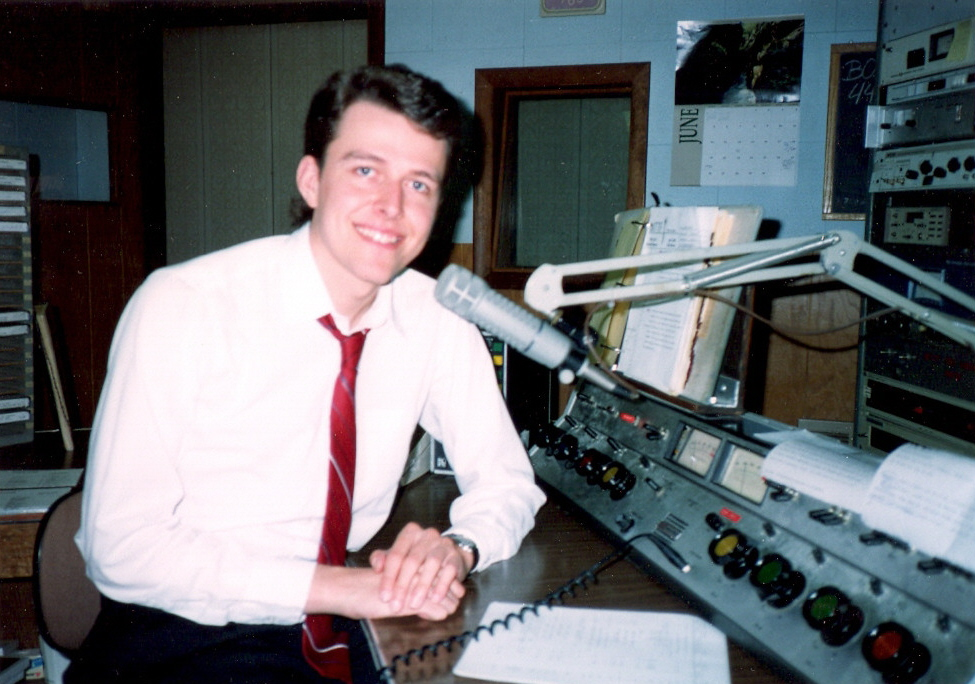
Moderator im damaligen Sendestudio von WTTF-AM, 1994

| Rufzeichen | Standort   | Weiterer Name / Beschreibung | Programm  | Frequenz                            | Eigentümer                 | Koordinaten                  |
| ---------- | ---------- | --- | --------- | ----------------------------------- | -------------------------- | ---------------------------- |
| WCBE       | Columbus   | Ohio Public Radio | AAA       | UKW 90,5 MHz                        | Board of Public Schools    | 39° 57′ 48″ N, 83° 00′ 17″ W |
| WERT       | Van Wert   | 1958 gegründet | Oldies    | MW 1220 kHz (0,25 kW)               | First Family Broadcasting  | 40° 52' 19" N, 84° 33' 15" W |
| WLW        | Cincinnati | Seit dem 2. März 1922 auf Sendung und wurde durch die Soapopera Ma Perkins (1933) und die Country-Musik-Sendung Midwestern Hayride (1948) bekannt. |           | MW 700 kHz auch in HD Radio (50 kW) | iHeartMedia                | 39° 21′ 11″ N, 84° 19′ 30″ W |
| WIMA-AM    | Lima       | News Talk 1550 WIMA sendet seit 1935 | Talkradio | MW 1550 kHz                         | Citicasters Licenses, Inc. | 40° 40′ 47″ N, 84° 06′ 34″ W |
| WSOH-FM    | Zanesfield | „Sounds of Hope“ | Religiös  | UKW 88,9 MHz                        | Soaring Eagle Promotions   | 40° 20' 07" N, 83° 39' 46" W |
| WTTF-AM    | Tiffin     | | Oldies    | MW 1600 kHz (0,5 kW)                | Tiffin Broadcasting Ii     | 41° 07' 32" N, 83° 13' 55" W |

### Oklahoma
| Rufzeichen | Standort | Weiterer Name / Beschreibung                                                                                    | Programm                     | Frequenz                                | Eigentümer                                 | Koordinaten                      |
| ---------- | -------- | --- | ---------------------------- | --------------------------------------- | ------------------------------------------ | -------------------------------- |
| KETU       | Catoosa  | sendet seit 1968 ein spanischsprachiges katholisches Programm in Kooperation mit der Suffragandiözese von Tusla | Religiös                     | MW 1120 kHz (10 kW)                     | Edward J. und Leticia Vega                 |                                  |
| KIBJ       | Guymon   | El Patron | Regional Mexican             | UKW 99,5 MHz (100 kW)                   | Oralia Cowan OMI Oilfield Investments, LLC |                                  |
| KGOU       | Norman   | | Nachrichten, Blues und Jazz. | UKW 106,3 MHz (6 kW)                    | University of Oklahoma                     | 35° 17′ 21″ N, 97° 21′ 28″ W     |
| KWGS       | Tusla    | KWGS war Oklahoma’s erste UKW Station und eine von zwei Radiostationen der University of Tulsa. 1947 gegründet. |                              | UKW 89,5 MHz (auch in HD Radio) (50 kW) | University of Tusla                        | 36° 01′ 15,6″ N, 95° 40′ 33,6″ W |

### Oregon
| Rufzeichen | Standort    | Frequenz     | Sendemodi           | Weiterer Name / Beschreibung                                                  | Programm          | Eigentümer                      | Koordinaten                   |
| ---------- | ----------- | ------------ | ------------------- | ----------------------------------------------------------------------------- | ----------------- | ------------------------------- | ----------------------------- |
| KDZR-AM    | Lake Oswego | MW 1640 kHz  | 10 kW               | Talk 1640                                                                     | Conservative Talk | Salem Media of Oregon, Inc.     | 45° 27' 13" N, 122° 32' 51" W |
| KEX        | Portland    | MW 1190 kHz  | 50 kW Clear Channel | Portland’s 24-Hour News, Talk, Traffic and Weather Station (sendet seit 1926) | News / Talk       | iHeartMedia, Inc.               | 45° 25′ 20″ N, 122° 33′ 57″ W |
| KLOO       | Corvallis   | MW 1340 kHz  | 1 kW                | Newsradio 1340 (KLOO)                                                         | News / Talk       | Bicoastal Media Licenses V, LLC | 44° 35′ 38″ N, 123° 13′ 30″ W |
| KOBN-FM    | Burns       | UKW 91,5 MHz | 0,6 kW              | OPR                                                                           | Public Radio      | Oregon Public Radio             | 43° 34' 23" N, 119° 07' 53" W |
| KXTG       | Portland    | MW 750 kHz   | 50 kW               | 102.9/750 The Game (sendet seit 1926, bis 2011 unter „KXL“)                   | Sports            | Alpha Media                     | 45° 24′ 04″ N, 122° 26′ 51″ W |

### Pennsylvania
| Rufzeichen | Standort     | Weiterer Name / Beschreibung                                                                                                   | Programm          | Frequenz                                    | Eigentümer | Koordinaten                      |
| ---------- | ------------ | --- | ----------------- | ------------------------------------------- | ---------- | -------------------------------- |
| WHYY-FM    | Philadelphia | Flagship National Public Radio Station für Philadelphia, Pennsylvania und das Delaware Valley Wider Horizons for You and Yours | Divers            | UKW 90,9 MHz (13,5 kW) Sender in Roxborough | WHYY Inc.  | 40° 02′ 30,9″ N, 75° 14′ 21,9″ W |
| KDKA       | Pittsburgh   | News / Talk | MW 1020 kHz       | 50 kW Clear-Channel aus Allison Park        | CBS Radio  | 40° 33′ 33″ N, 79° 57′ 11″ W     |
| KYW        | Philadelphia | KYW Newsradio 1060 – eine der ältesten Radiostationen in den USA und nahm 1920 ihren Betrieb auf                               | Newsradio-Station | MW 1060 kHz 50 kW Clear Channel             | CBS Radio  | 40° 06′ 12″ N, 75° 14′ 56″ W     |

### Rhode Island
| Rufzeichen | Standort          | Frequenz             | Sendemodi | Weiterer Name / Beschreibung | Programm         | Eigentümer                             | Koordinaten                  |
| ---------- | ----------------- | -------------------- | --------- | --- | ---------------- | -------------------------------------- | ---------------------------- |

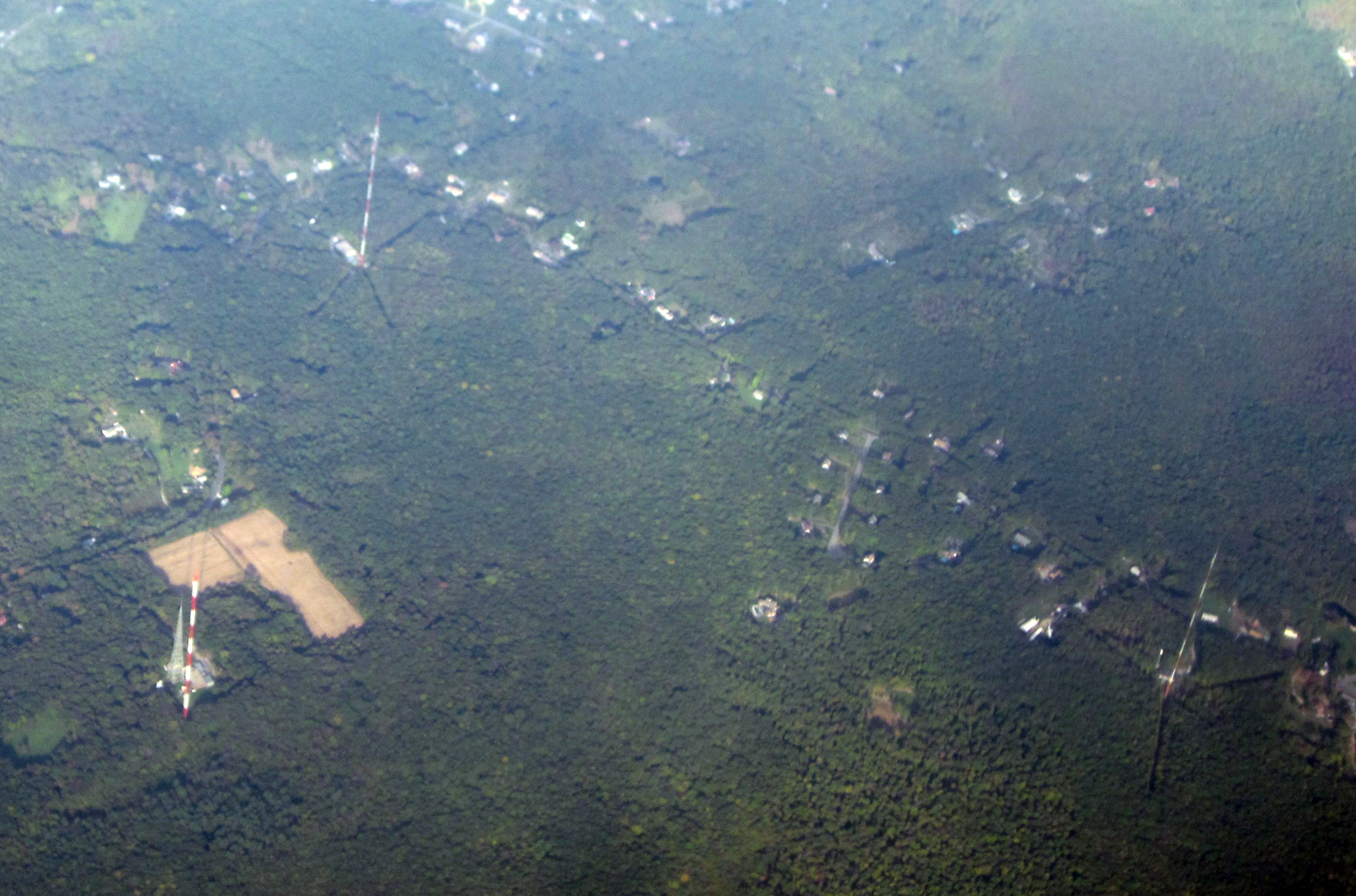
Oben links der Sendemast von WKKB, 2006

| WKKB       | Middletown        | UKW 100,3 MHz        |           | „Latina 100,3“ „Tan Latina Como Tu!“ sendet in spanischer Sprache und spielt hauptsächlich karibische Musik für hispanische Zuhörer. | Karibische Musik | Davidson Media Carolinas Stations, LLC | 41° 35′ 48″ N, 71° 11′ 24″ W |
| WRNI       | Providence        | MW 1290 kHz (10 kW)  |           | „Latino Public Radio“ . Die spanischsprachige Station des Rhode Island Public Radio.                                                 | Divers           | Rhode Island Public Radio              | 41° 51′ 21″ N, 71° 26′ 41″ W |
| WRNI-FM    | Narragansett Pier | UKW 102,7 MHz (6 kW) |           | | Divers           | Rhode Island Public Radio              | 41° 25′ 27″ N, 71° 28′ 38″ W |

### South Carolina
| Rufzeichen | Standort                 | Weiterer Name / Beschreibung                                 | Programm     | Frequenz                                  | Eigentümer                                                            | Koordinaten                  |

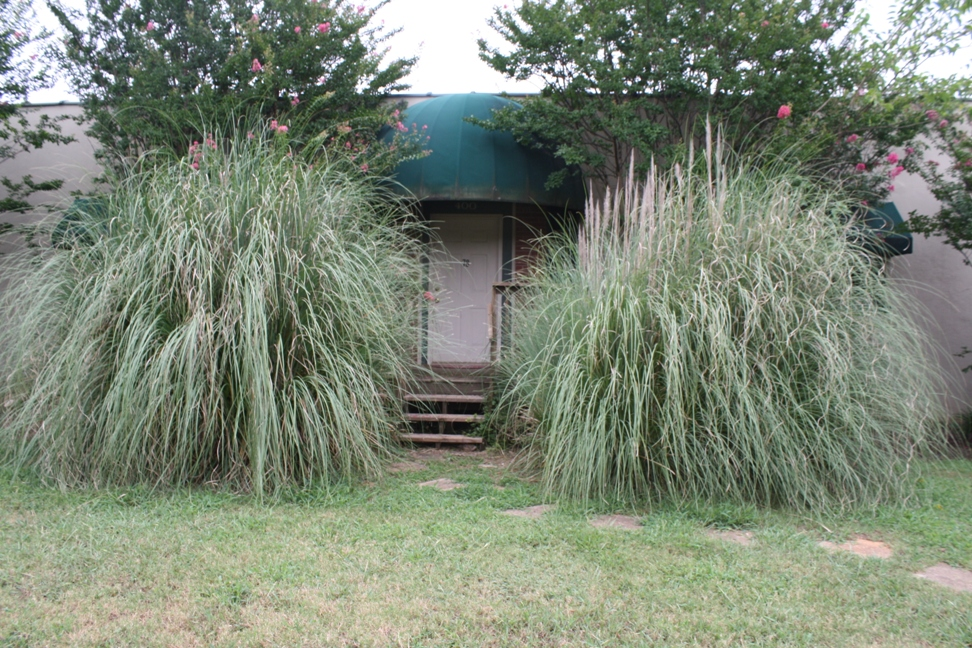
WPCI-Studio in Greenville, 2010

| WIAR-FM    | Hilton Head Island       | Connecting People with Christ!                               | Mission      | UKW 105,1 MHz (0,087 kW)                  | Christian Radio, Inc. Nordamerikanische Kirche der 7-Tags Adventisten | 32° 09′ 14″ N, 80° 45′ 36″ W |
| WLTR-FM    | Columbia                 | South Carolina Public Radio                                  | News & Musik | UKW 91,3 MHz                              | South Carolina Educational Television Commission                      |                              |
| WLTY       | Cayce                    |                                                              |              | UKW 96,7 MHz (9 kW)                       | iHeartMedia                                                           | 34° 00' 19" N, 81° 00' 43" W |
| WORD       | Greenville / Spartanburg | „ESPN Upstate“                                               | Sport        | MW 950 kHz (5 kW)                         | Entercom Communications                                               | 34° 58′ 53″ N, 81° 59′ 14″ W |
| WPCI       | Greenville               | Definitive Rhythm & Blues                                    | Blues        | MW 1490 kHz (1 kW HD-Radio und AM-Stereo) | Randy Mathena (Paper Cutters, Inc.)                                   | 34° 51' 07" N, 82° 24' 53" W |
| WYRD       | Greenville               | Simulcast des Programs von WORD                              | Sport        | MW 1330 kHz (5 kW)                        | Entercom Communications                                               | 34° 58′ 53″ N, 81° 59′ 14″ W |
| WZJY-AM    | Mount Pleasant           | El Sol 1480 sendet in Spanisch für die hispanische Community |              | MW 1480 kHz (0,88 kW)                     | Thomas B. Daniels                                                     | 32° 49′ 30″ N, 79° 49′ 53″ W |

### South Dakota
| Rufzeichen | Standort        | Weiterer Name / Beschreibung | Programm | Frequenz                  | Eigentümer                              | Koordinaten                   |
| ---------- | --------------- | --- | -------- | ------------------------- | --------------------------------------- | ----------------------------- |
| KDKO       | Lake Andes      | Sendet für die Yankton Reservation |          | UKW 89,5 MHz              | 'Native American Community Board, Inc.' | 43° 04′ 59″ N, 98° 28′ 23″ W  |
| KILI       | Porcupine Butte | Sendet für die Pine Ridge Reservation Ursprünglich gegründet von der American Indian Movement. Erster Radiosender in den USA im Besitz von Ureinwohnern. Wird in der Dokumentation No More Smoke Signals des Schweizer Fernsehens porträtiert. |          | UKW 90,1 FM (100 kW ERP)  | Lakota Communications                   | 43° 10′ 48″ N, 102° 19′ 25″ W |
| KLND-FM    | Little Eagle    | The Voice of the Standing Rock and Cheyenne peoples Sendet ein nichtkommerzielles Programm und übernimmt Programme National Public Radio. Betreut die Standing Rock Reservation und die Cheyenne River Reservation.                            |          | UKW 89,5 MHz (100 kW ERP) | Seventh Generation Media Services       |                               |
| KOYA       |                 | Sender der Rosebud Indian Reservation Rosebud’s very own | Bildung  | UKW 88,1 MHz (51 kW)      | Rosebud Sioux Tribe                     | 43° 13′ 01″ N, 100° 47′ 28″ W |
| KXSW       | Sisseton        | Die Station bedient die Lake Traverse Indianer Reservation. |          | UKW 89,9 MHz (1 kW)       | Corporation For Native Broadcasting     | 45° 33′ 48″ N, 97° 03′ 35″ W  |

### Tennessee
| Rufzeichen | Standort    | Weiterer Name / Beschreibung | Programm  | Frequenz                                           | Eigentümer                              | Koordinaten                    |
| ---------- | ----------- | --- | --------- | -------------------------------------------------- | --------------------------------------- | ------------------------------ |
| WEVL       | Memphis     | | Freeform  | UKW 89,9 MHz (4,8 kW)                              | Southern Communication Volunteers, Inc. | 35° 09′ 12″ N, 89° 59′ 31″ W   |

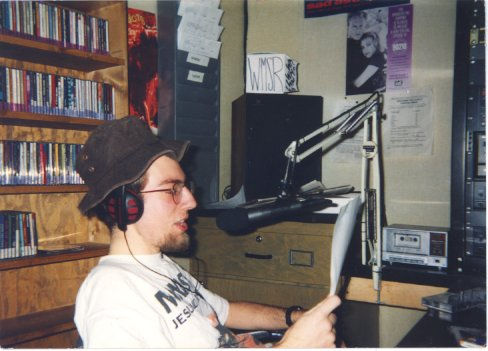
Sendestudio bei WMSR, 1994

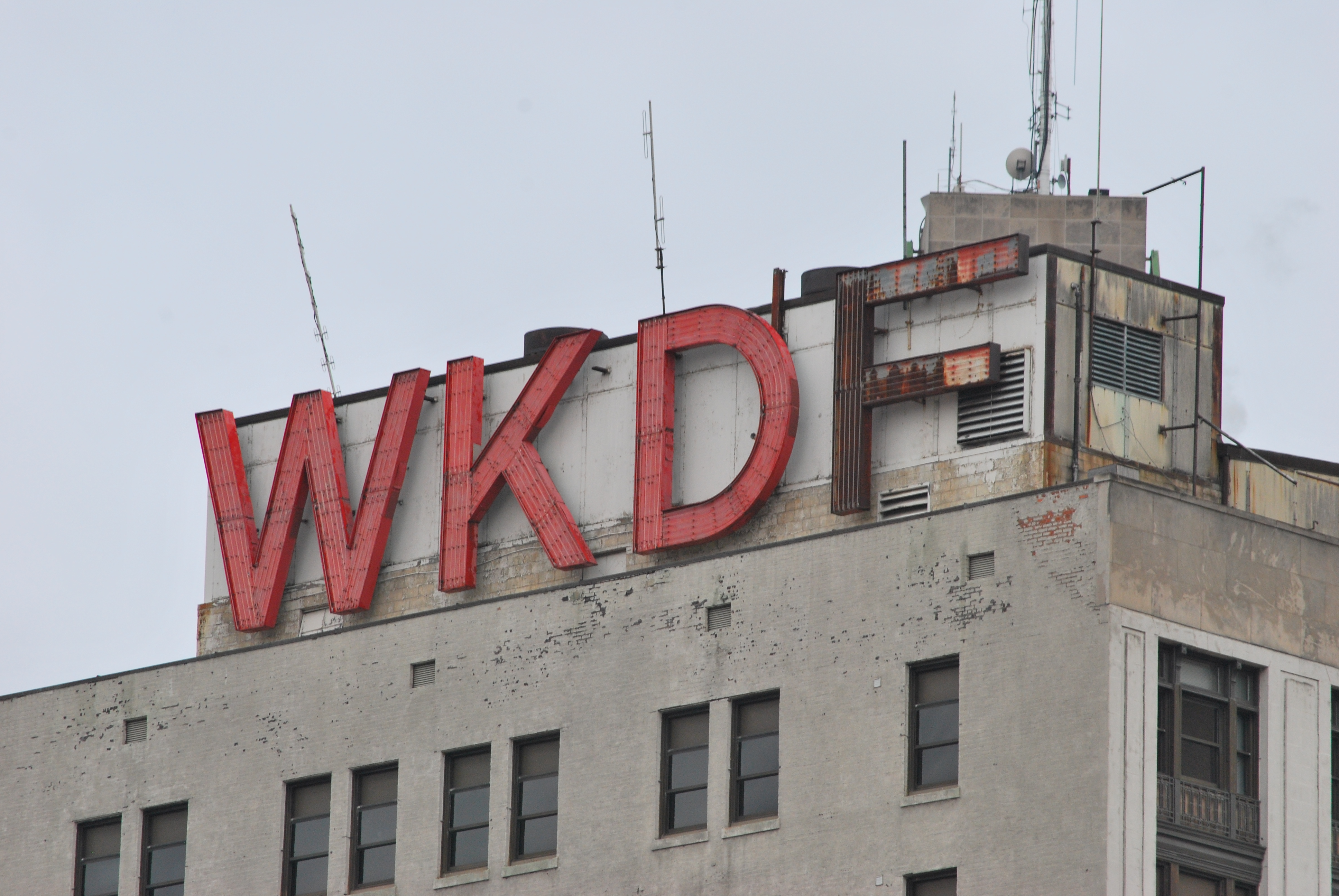
Bröckelnde WKDF Lichtwerbung auf dem Stahlman Building, Nashville 20077

| WLAC       | Nashville   | Where Nashville Comes For News Talk sendet seit 1926, aktuell Programme von Rush Limbaugh, Sean Hannity, Glenn Beck und Dave Ramsey. | Talkradio | MW 1510 kHz auch in HD Radio (50 kW Clear Channel) | iHeartMedia                             | 36° 16′ 15″ N, 86° 45′ 24″ W   |
| WMSR       | Manchester  | Thunder Radio Kooperiert mit CBS Radio                                                                                               | Divers    | MW 1320 kHz (5 kW)                                 | Coffee County Broadcasting, Inc.        | 35° 28′ 03″ N, 86° 05′ 42″ W   |
| WSM        | Nashville   | The Legend Erstausstrahler der The Grand Ole Opry                                                                                    | Country   | MW 650 kHz (50 kW Clear Channel)                   | Ryman Hospitality Properties            | 35° 59′ 53,5″ N, 86° 47′ 27″ W |
| WZNG-AM    | Shelbyville | Zinger 1400 AM Stereo | Talkradio | MW 1400 kHz (1 kW) AM-Stereo                       | Jax Broadcasting                        | 35° 28′ 26″ N, 86° 26′ 45″ W   |

### Texas
| Rufzeichen | Standort | Weiterer Name / Beschreibung                                                                                 | Programm                          | Frequenz                    | Eigentümer                           | Koordinaten                  |
| ---------- | -------- | --- | --------------------------------- | --------------------------- | ------------------------------------ | ---------------------------- |
| KAND-AM    |          | Real Country 1340                                                                                            | Country                           | MW 1340 kHz                 | New Century Broadcasting, LLC.       |                              |

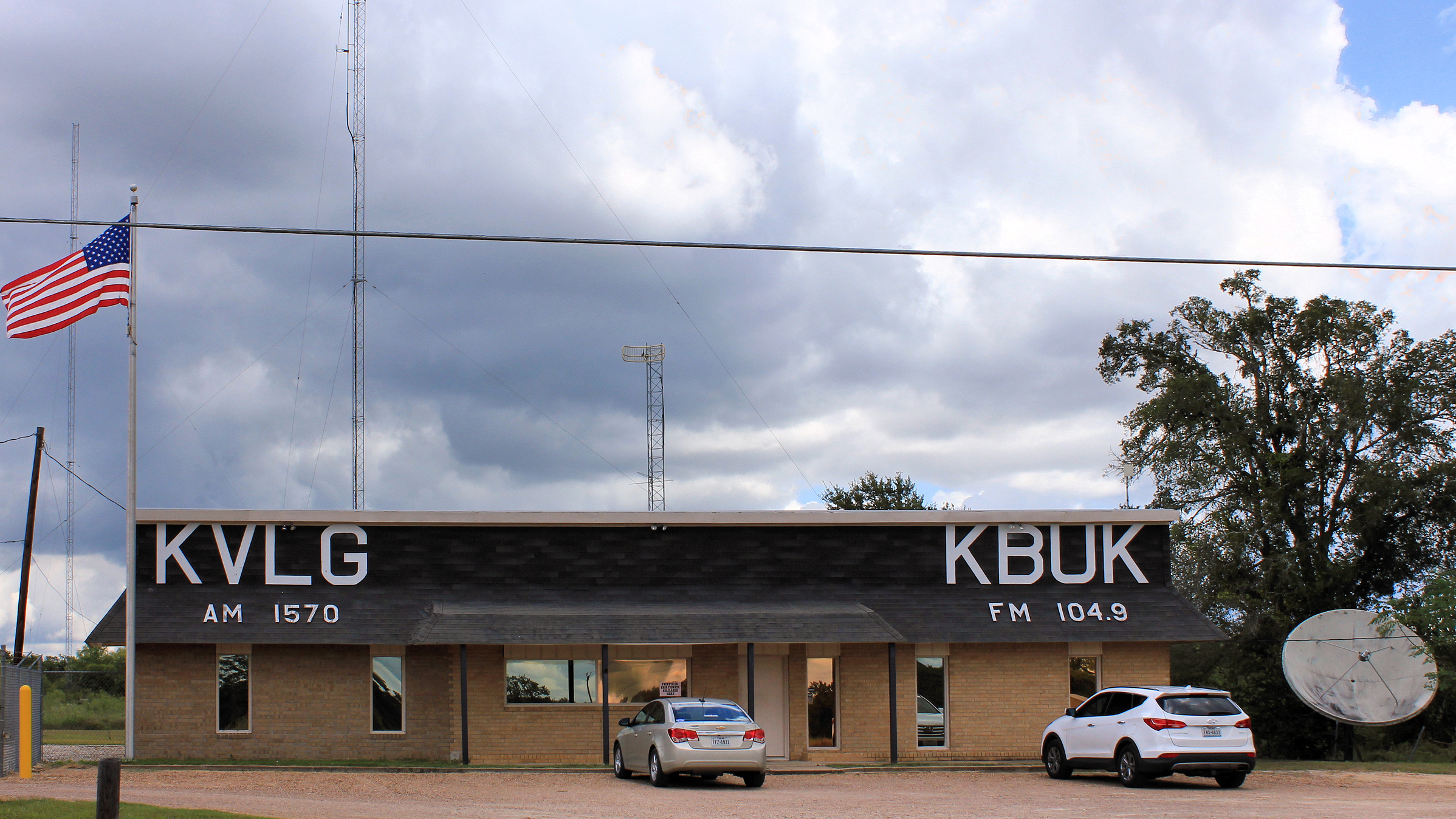
KVLG und KBUK Studios in Fayette County südlich von La Grange

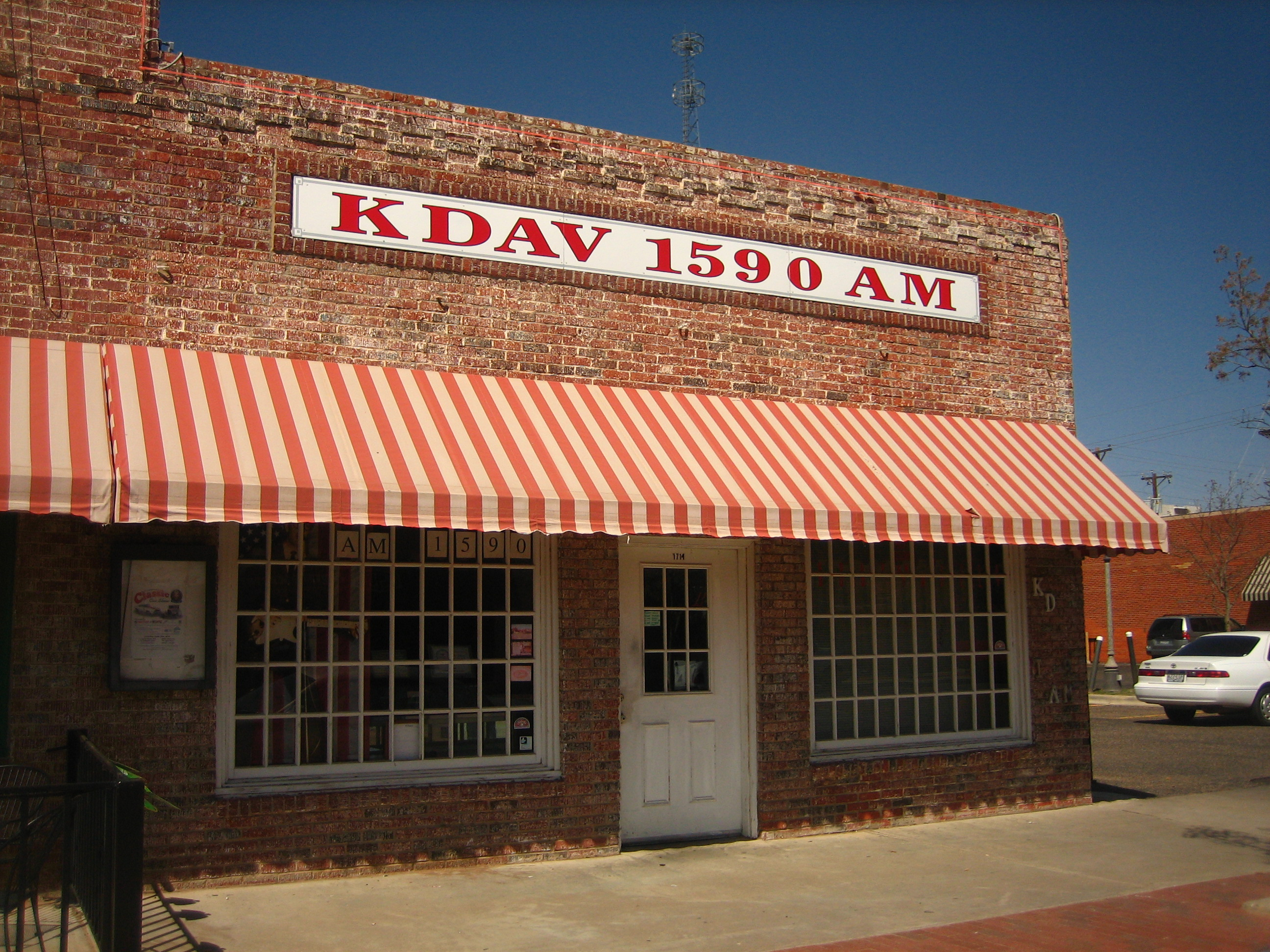
KDAV Lubbock

| KANJ-FM    | Giddings | Keeping Always Near Jesus nichtkommerzieller religiöser Sender                                               | Religiöses Programm               | UKW 91,1 MHz                | Houston Christian Broadcasters, Inc. |                              |
| KNUE-FM    | Tyler    | Todays Best New Country                                                                                      | Country                           | UKW 101,5 MHz (100 kW)      | Townsquare Media Tyler License, LLC  | 32° 15′ 35″ N, 94° 57′ 02″ W |
| KUTX       | Leander  | Public Radio (NPR) der University of Texas at Austin. Erste Station von Alex Jones, Früheres Rufzeichen KJFK | AAA                               | 98,9 MHz (HD Radio, 1,6 kW) | University of Texas at Austin        |                              |
| KVFE-FM    | Del Rio  | Faith, hope and love nichtkommerzieller Hörfunksender                                                        |                                   | UKW 88,5 MHz                | World Radio Network, Inc             |                              |
| KWTX       | Waco     | News/Talk 1230 -The Talk of Waco Arbeitet in Kooperation mit Fox News Radio.                                 | Nachrichten- und Talkradioformat. | MW 1230 kHz                 | Clear Channel Communications.        | 31° 31′ 42″ N, 97° 07′ 14″ W |

### Utah

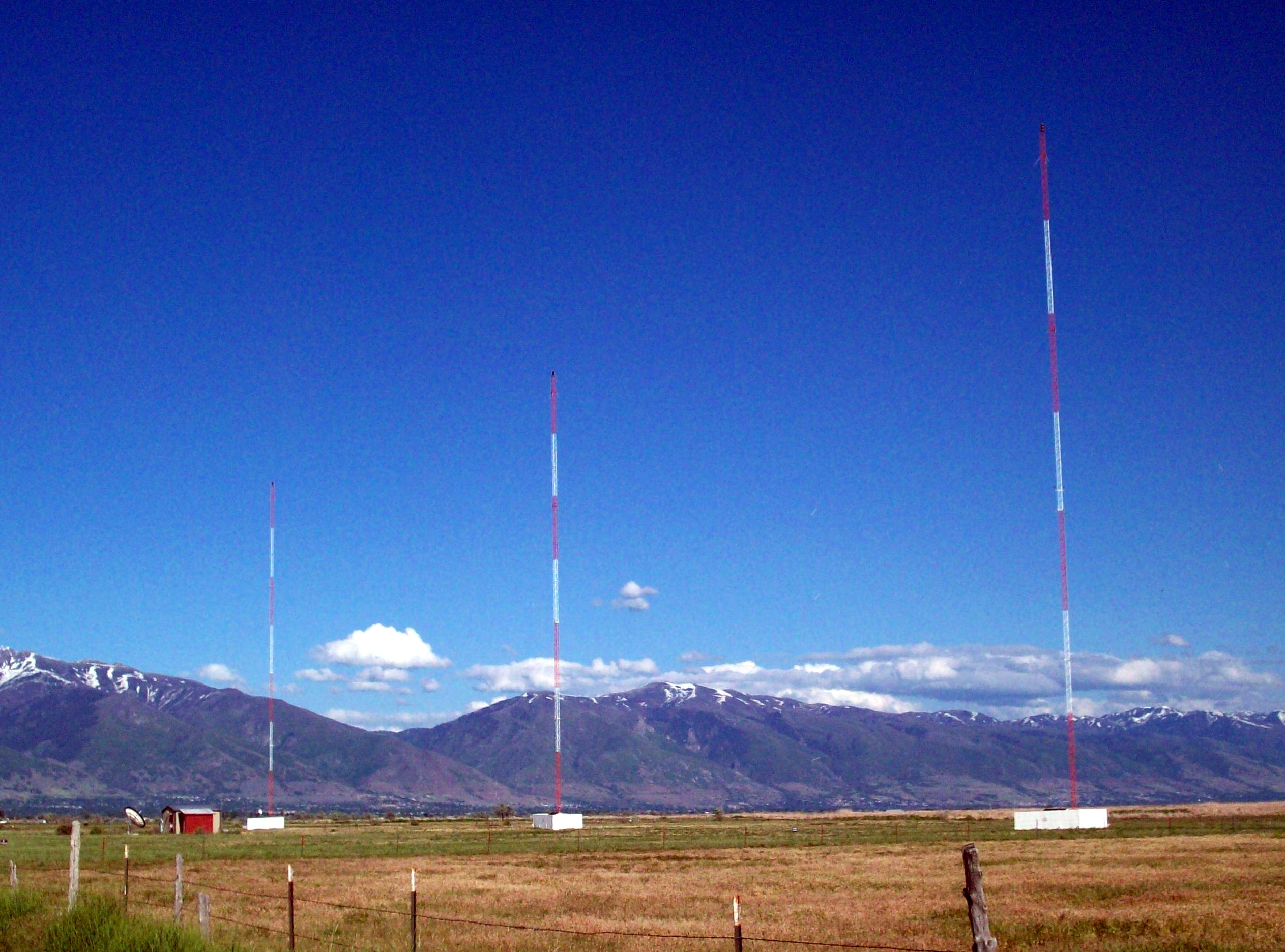
KANN Towers bei Roy, Utah

| Rufzeichen | Standort       | Weiterer Name / Beschreibung | Programm | Frequenz              | Eigentümer                 | Koordinaten                   |
| ---------- | -------------- | ---------------------------- | -------- | --------------------- | -------------------------- | ----------------------------- |
| KANN       | Roy            | „Sounds of the Spirit“       | Religiös | MW 1120 kHz (10 kW)   | Faith Communications Corp. | 41° 03' 31" N, 112° 04' 13" W |
| KKAT       | Salt Lake City |                              |          | (50 kW Clear Channel) | iHeartMedia                |                               |
| KUSU-FM    | Largon         | Utah Public Radio seit 1953  |          | UKW 91,5 MHz (91 kW)  | Utah Public Radio          | 41° 53′ 11″ N, 112° 04′ 17″ W |

### Vermont
| Rufzeichen | Standort   | Frequenz      | Sendemodi   | Weiterer Name / Beschreibung              | Programm  | Eigentümer                   | Koordinaten                      |
| ---------- | ---------- | ------------- | ----------- | ----------------------------------------- | --------- | ---------------------------- | -------------------------------- |
| WVPS       | Burlington | UKW 107,9 MHz | 48,4 kW ERP | Stärkster Sender des Vermont Public Radio | Divers    | Vermont Public Radio         | 44° 31′ 33,6″ N, 72° 48′ 57,6″ W |
| WSYB-AM    | Rutland    | MW 1380 kHz   | 5 kW        | „We're Your Source“                       | Talkradio | 6 Johnson Road Licenses, Inc | 43° 35′ 35″ N, 72° 59′ 25″ W     |

### Virginia

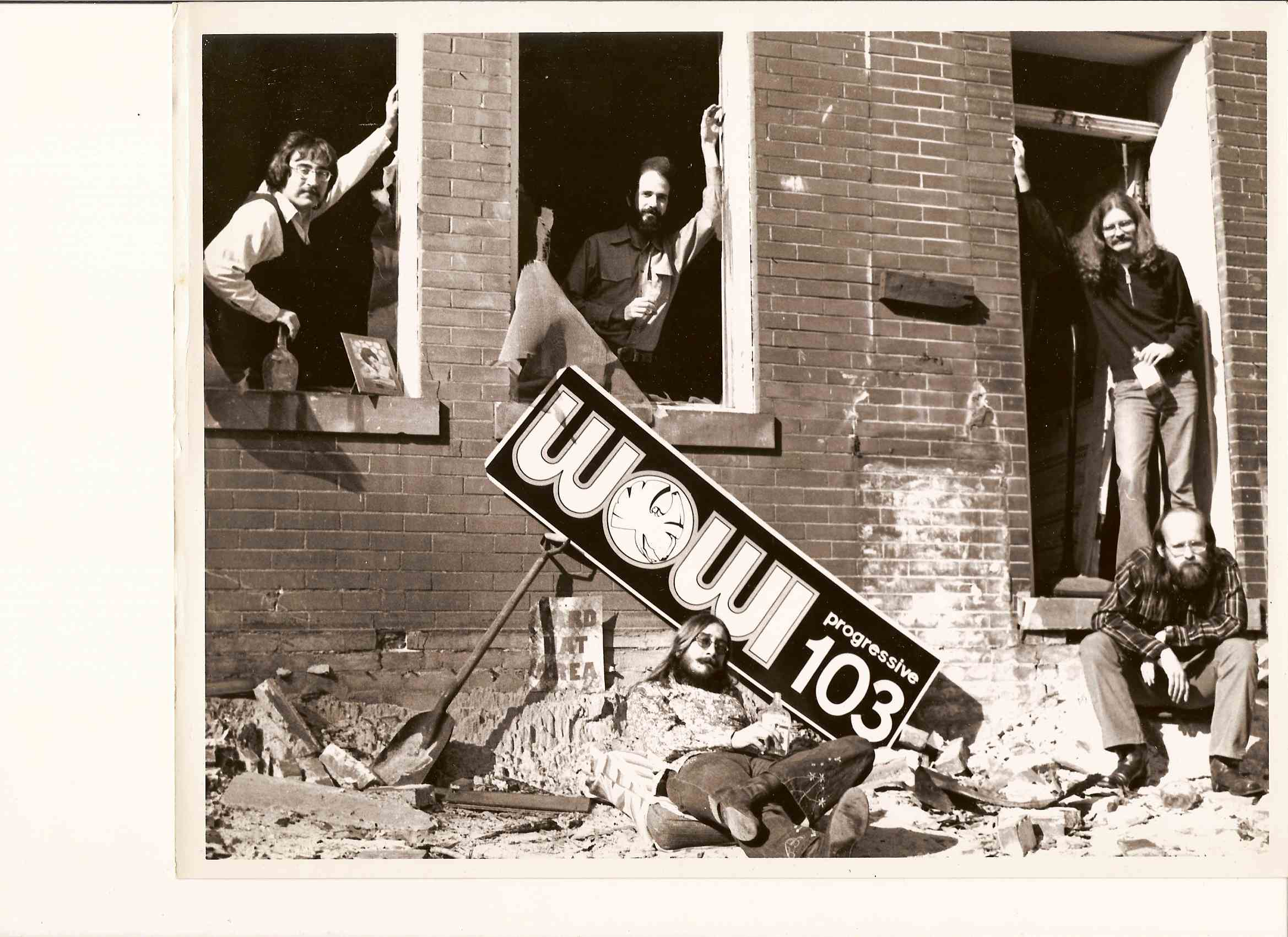
Mitarbeiter von WOWI Norfolk in den 1970er Jahren

| Rufzeichen | Standort     | Weiterer Name / Beschreibung                    | Programm          | Frequenz               | Eigentümer                 | Koordinaten                  |
| ---------- | ------------ | ----------------------------------------------- | ----------------- | ---------------------- | -------------------------- | ---------------------------- |
| WBRW-FM    | Blacksburg   | The Bear – The New Rivers Valley’s Rock Station | Rock              | UKW 105,3 MHz (4 kW)   | Cumulus Licensing LLC      | 41° 52′ 44″ N, 87° 38′ 10″ W |
| WBTM-AM    | Danville     | 1330 WBTM In Touch With You                     | Classic Hits      | MW 1330 kHz (5 kW var) | Piedmont Broadcasting Corp | 36° 36' 26" N, 79° 26' 00" W |
| WGH-AM     | Newport News | „Star 1310“                                     | Black Gospel      | MW 1310 kHz (20 kW)    | Max Media                  | 37° 02′ 43″ N, 76° 26′ 54″ W |
| WMPW       | Danville     | Danville’s #1 Hit Music Channel seit 1959       | Contemporary Hits | MW 970 kHz (1 kW var)  | Lakes Media LDD            | 36° 33′ 44″ N, 79° 22′ 02″ W |

### Washington
| Rufzeichen | Standort     | Frequenz              | Sendemodi                                   | Weiterer Name | Programm      | Eigentümer                                                  | Koordinaten                   |
| ---------- | ------------ | --------------------- | ------------------------------------------- | --- | ------------- | ----------------------------------------------------------- | ----------------------------- |
| KBRC       | Mount Vernon | MW 1430 kHz           | 5/1 kW                                      | K271AH-FM KBRC-AM |               | J&J Broadcasting, Inc.                                      | 48° 25' 21" N, 122° 21' 15" W |
| KJR        | Seattle      | MW 950 kHz            | 50 kW Clear Channel                         | seit 1922 | Sport         | iHeartMedia                                                 | 47° 26′ 00″ N, 122° 28′ 02″ W |
| KEXP       | Seattle      | UKW 90,3 MHz          | 5,8 kW HD 1,2,3                             | „Where the Music Matters“ Legendäre Public Radio Station                                                                  | AAA           | Friends of KEXP                                             |                               |
| KKOL-AM    | Seattle      | MW 1300 kHz           | 50 kW Clear Channel                         | „Business Radio“ |               |                                                             | 47° 14' 55" N, 122° 24' 22" W |

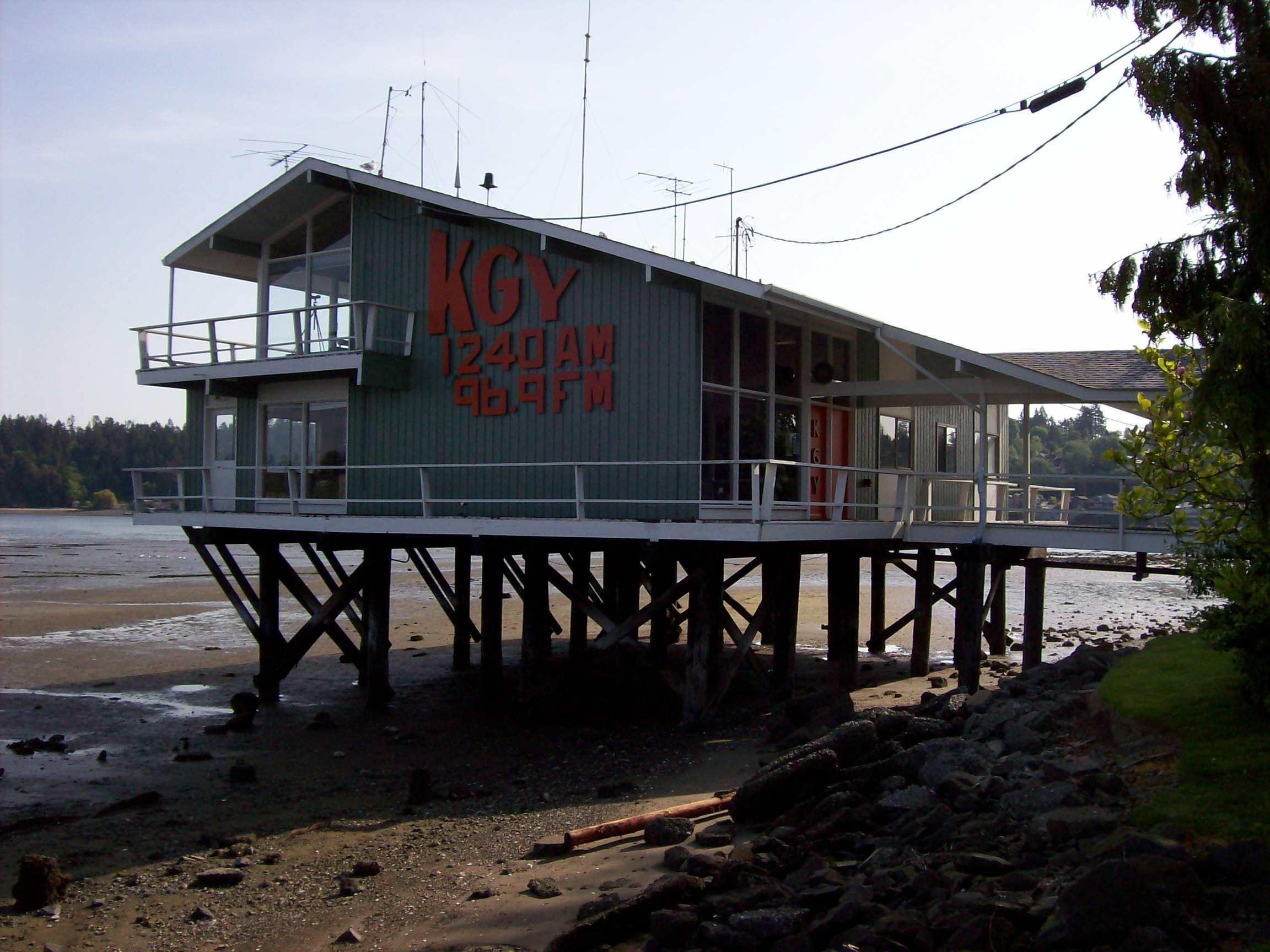
Studio von KGY-AM und KGY-FM in Puget Sound in den Marschländern von Budd Inlet

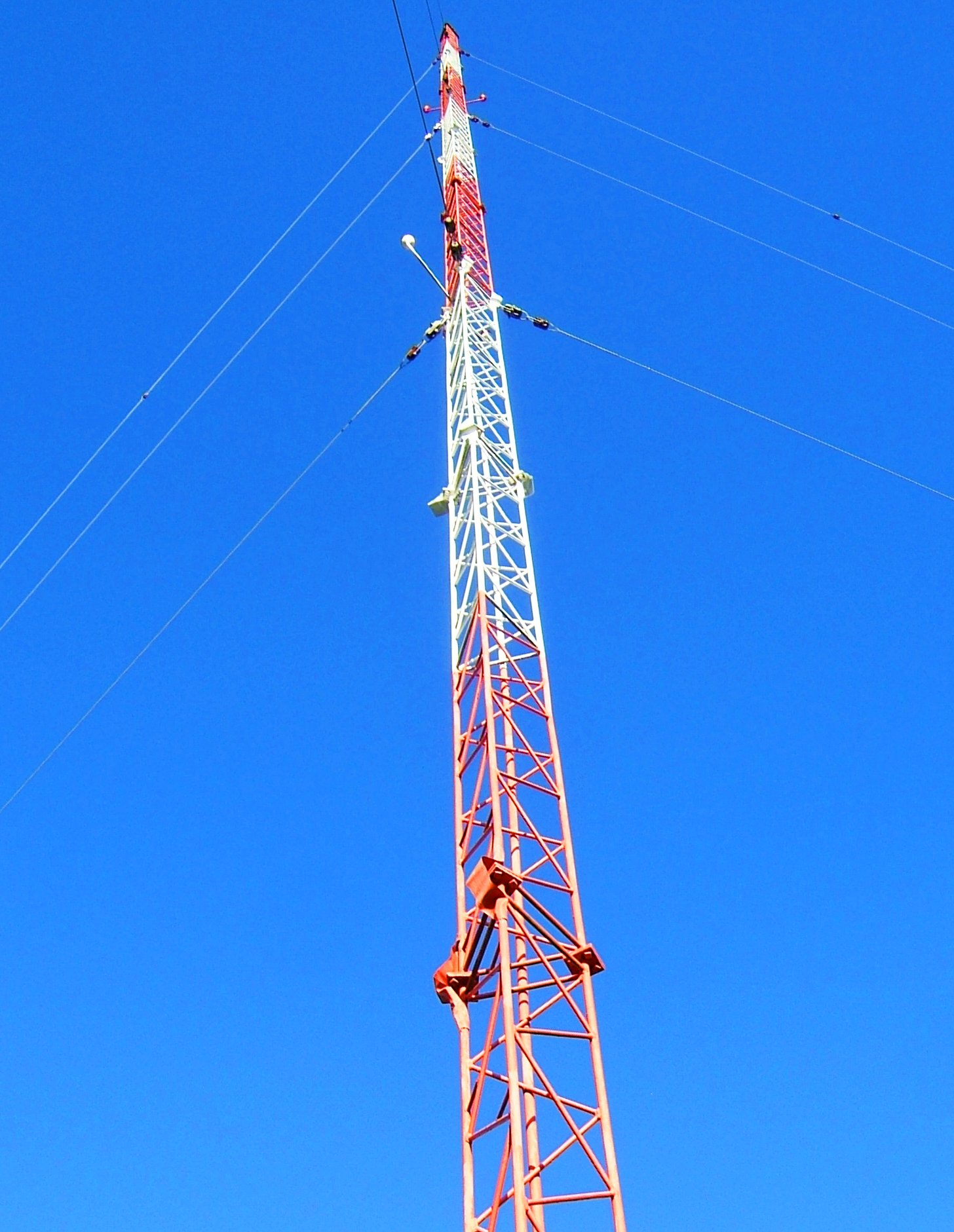
Sendemast von KBRC

| KOMO       | Seattle      | MW 1000 kHz           | 50 kW Clear Channel Sender in Vashon Island | ist im gesamten Westen der USA zu hören. Studios zusammen mit KOMO-TV in the Lower Queen Anne, Seattle. Sendet seit 1926. | News          | Sinclair Broadcast Group                                    | 47° 27′ 49″ N, 122° 26′ 27″ W |
| KPKL       | Deer Park    | UKW 107,1 MHz (25 kW) |                                             | „K-Hits“ | Oldies        | Joseph Nappi, Jr., Personal Rep. of Earle t. Kazmark Estate | 48° 01' 45" N, 117° 36' 01" W |
| KSOH-FM    | Wapato       | UKW 89,5 MHz          |                                             | Sounds of Hope & „Connecting People with Christ!“ ist ein nichtkommerzieller religiöser Hörfunksender                     | Missionierung | Lifetalk Radio, Inc.                                        | 46° 31′ 42″ N, 120° 31′ 16″ W |
| KVTI       | Glenoma      | UKW 90,1 MHz          | 1,19 kW                                     | nichtkommerzieller Sender                                                                                                 |               | Northwest Indy Radio                                        | 46° 32′ 37″ N, 122° 03′ 36″ W |

### West Virginia
| Rufzeichen | Standort   | Weiterer Name / Beschreibung                                                         | Programm     | Frequenz                                                          | Eigentümer                                       | Koordinaten                      |
| ---------- | ---------- | ------------------------------------------------------------------------------------ | ------------ | ----------------------------------------------------------------- | ------------------------------------------------ | -------------------------------- |
| WCLG-AM    | Morgantown | „Classic Hits 13 AM“                                                                 | Classic Rock | MW 1300 kHz (2,5 kW)                                              | Bowers Broadcasting Corp.                        | 39° 37' 40" N, 79° 58' 10" W     |
| WCLG-FM    | Morgantown | „The Rock Station“                                                                   | Classic Rock | UKW 100,1 MHz (6 kW)                                              | Bowers Broadcasting Corp.                        | 39° 37' 40" N, 79° 58' 10" W     |

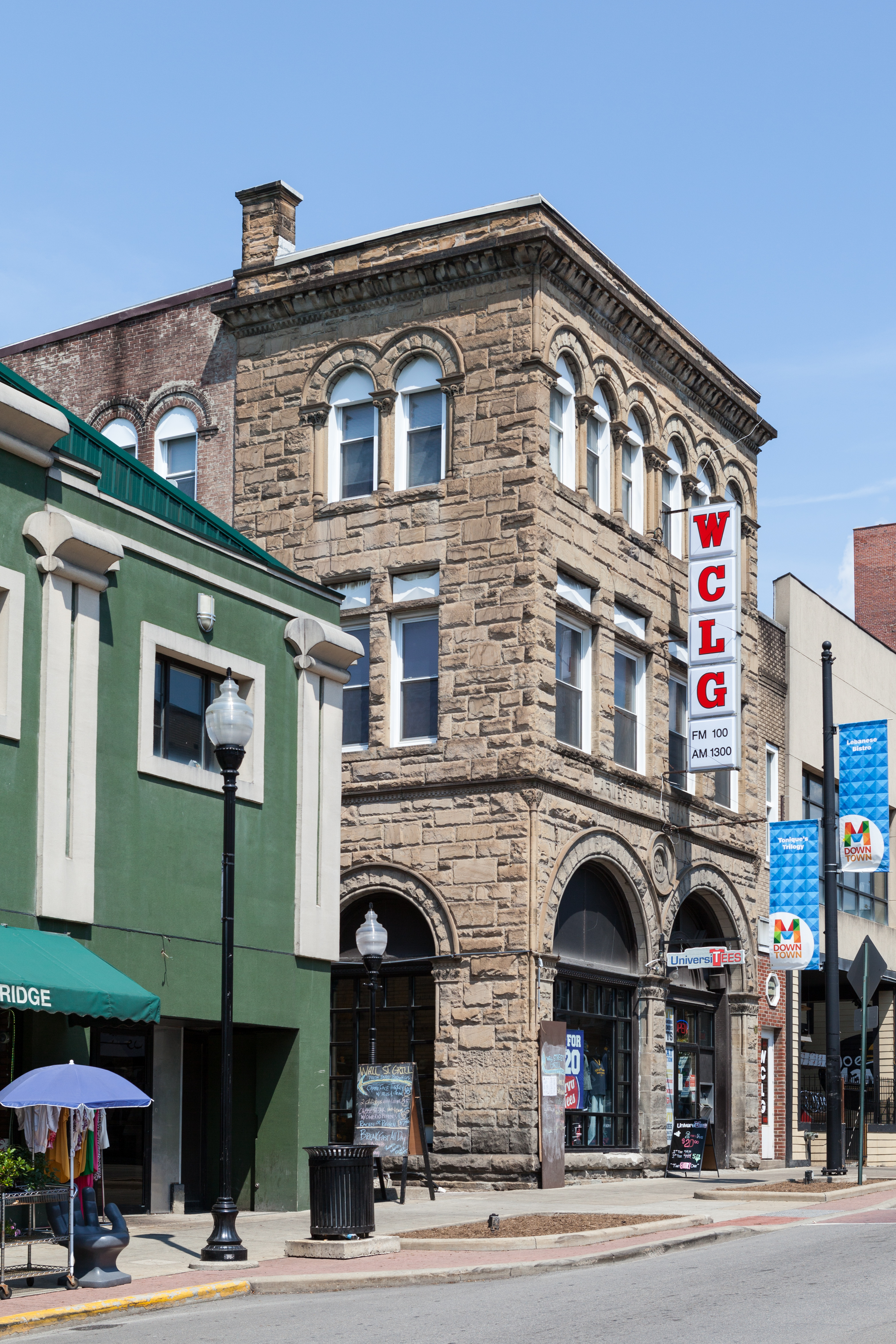
Studio von WCLG-AM und WCLG-FM in Morgantown

| WWVA       | Wheeling   | „NewsRadio 1170“ „The Big One“ (Übernommen von den Schwesterstationen WLW und WTAM). | News         | MW 1170 kHz (50 kW Clear Channel) Sender in St. Clairsville, Ohio | iHeartMedia                                      | 40° 06′ 07″ N, 80° 52′ 02″ W     |
| WVBL       | Bluefield  | Telling West Virginia’s Story Stärkster Sender der West Virginia Public Broadcasting | Divers       | UKW 88,5 MHz (50 kW)                                              | West Virginia Educational Broadcasting Authority | 37° 16′ 33,6″ N, 81° 15′ 03,6″ W |
| WWHA       |            |                                                                                      |              |                                                                   |                                                  |                                  |

### Wisconsin
| Rufzeichen | Standort | Weiterer Name / Beschreibung                                                     | Programm             | Frequenz                        | Eigentümer                          | Koordinaten                  |
| ---------- | -------- | -------------------------------------------------------------------------------- | -------------------- | ------------------------------- | ----------------------------------- | ---------------------------- |

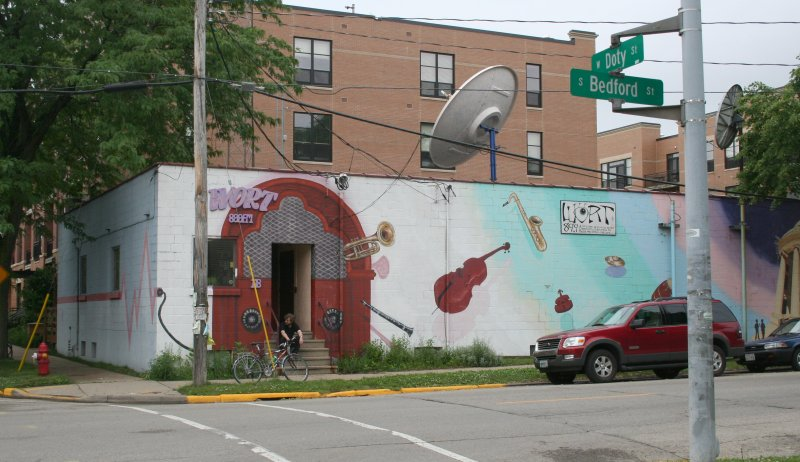
WORT Studiogebäude in Madison

| WHA        | Madison  | Ideas Network seit 1922 flagship-Station des Wisconsin Public Television Network | Talk „Ideas Network“ | MW 970 kHz auch HD Radio (5 kW) | University of Wisconsin – Extension | 43° 02′ 30″ N, 89° 24′ 31″ W |
| WORT       | Madison  | Public Radio                                                                     | Very Divers          | UKW 89,9 MHz (2 kW)             | Back Porch Radio Broadcasting, Inc. | 43° 03' 03" N, 89° 29' 13" W |

### Wyoming
| Rufzeichen | Standort | Weiterer Name / Beschreibung          | Programm | Frequenz     | Eigentümer           | Koordinaten                   |
| ---------- | -------- | ------------------------------------- | -------- | ------------ | -------------------- | ----------------------------- |
| KUWR       | Laramie  | Wyoming Public Radio sendet seit 1966 |          | UKW 91,9 MHz | Wyoming Public Radio | 41° 18′ 36″ N, 105° 27′ 17″ W |